# Höllentalbahn (Schwarzwald)
| Ein Doppelstockzug von DB Regio bei der Einfahrt ins Höllental (Oktober 2011) | |                                           |                                           |
| Die Höllentalbahn quert den Schwarzwald von Westen nach Osten | |                                           |                                           |
| Streckennummer (DB): | 4300 |                                           |                                           |
| Kursbuchstrecke (DB): | 727 |                                           |                                           |
| Kursbuchstrecke: | 303f (1946) 303h (Neustadt (Schwarzwald) – Kappel-Gutachbrücke 1946) 303k (Hüfingen – Donaueschingen 1946)                                            |                                           |                                           |
| Streckenlänge: | 76,219 km |                                           |                                           |
| Spurweite: | 1435 mm (Normalspur) |                                           |                                           |
| Stromsystem: | bis 1960 20 kV 50 Hz ~ (Freiburg– Neustadt); heute 15 kV 16,7 Hz ~                                                                                    |                                           |                                           |
| Maximale Neigung: | 57,8 ‰ |                                           |                                           |
| Minimaler Radius: | 200 m |                                           |                                           |
| Zahnstangensystem: | Bissinger-Klose (bis 1933) |                                           |                                           |
| Streckengeschwindigkeit: | 100 km/h Steilstreckenabschnitte: Bergfahrt: 70 km/h Talfahrt: Reisezüge, einzeln fahrende Triebfahrzeuge: 50 km/h Güterzüge, Nebenfahrzeuge: 30 km/h |                                           |                                           |
| Zweigleisigkeit: | Freiburg Hbf–Freiburg-Wiehre |                                           |                                           |
| | |                                           |                                           |
| \| \| \| von Mannheim \| \| \| \| \| von Colmar \| \| \| \| −1,52 \| Freiburg (Breisgau) Hbf \| 268 m \| \| \| \| \| \| \| \| \| Dreisam \| \| \| \| \| Freiburg Pressehaus (geplant) \| \| \| \| 0,00 \| Nullkilometer seit 1934 \| Nullkilometer seit 1934 \| \| \| \| nach Basel \| \| \| \| 0,90 \| Loretto-Tunnel (514 m) \| Loretto-Tunnel (514 m) \| \| \| 1,90 \| Sternwald-Tunnel (302 m) \| Sternwald-Tunnel (302 m) \| \| \| \| Freiburg-Wiehre (bis 1934) \| \| \| \| 2,50 \| Freiburg-Wiehre (ab 1934) \| 280 m \| \| \| \| Ende der Neutrassierung von 1934 \| \| \| \| 4,10 \| Waldsee \| Waldsee \| \| \| 5,72 \| Freiburg-Littenweiler \| 317 m \| \| \| 7,40 \| Kappelertal \| Kappelertal \| \| \| 11,00 \| Kirchzarten \| 392 m \| \| \| 13,90 \| Himmelreich \| 455 m \| \| \| 16,90 \| Falkenstein-Tunnel (72 m) \| Falkenstein-Tunnel (72 m) \| \| \| 17,20 \| Unterer Hirschsprung-Tunnel (121 m) \| Unterer Hirschsprung-Tunnel (121 m) \| \| \| 17,50 \| Oberer Hirschsprung-Tunnel (69 m) \| Oberer Hirschsprung-Tunnel (69 m) \| \| \| 18,20 \| Hirschsprung \| 559 m \| \| \| \| Beginn Zahnstange (bis 1933) \| \| \| \| 19,10 \| Kehre-Tunnel (203 m) \| Kehre-Tunnel (203 m) \| \| \| \| Ende Zahnstange (bis 1933) \| \| \| \| 20,60 \| Posthalde \| 657 m \| \| \| \| Beginn Zahnstange (bis 1933) \| \| \| \| 22,20 \| Höllsteig \| 740 m \| \| \| \| \| \| \| \| \| Ravennabrücke (224 m / 144 m) \| \| \| \| 22,80 \| Ravenna-Tunnel (47 m / 85 m) \| Ravenna-Tunnel (47 m / 85 m) \| \| \| \| \| \| \| \| \| \| \| \| \| 23,10 \| Finsterrank-Tunnel (248 m) \| Finsterrank-Tunnel (248 m) \| \| \| 23,80 \| Löffeltal-Tunnel (82 m) \| Löffeltal-Tunnel (82 m) \| \| \| \| Ende Zahnstange (bis 1933) \| \| \| \| 25,40 \| Hinterzarten \| 885 m \| \| \| \| Scheitelpunkt \| 893 m \| \| \| 29,30 \| Titisee \| 858 m \| \| \| \| nach Seebrugg \| \| \| \| 32,30 \| Hölzlebruck \| Hölzlebruck \| \| \| 34,90 \| Neustadt (Schwarzw) \| 805 m \| \| \| \| Gutachtalbrücke (Bundesstraße 31) \| \| \| \| 39,10 \| Kappel Gutachbrücke \| 787 m \| \| \| \| nach Bonndorf \| \| \| \| \| Gutachbrücke \| \| \| \| 41,60 \| Finsterbühl-Tunnel (166 m) \| Finsterbühl-Tunnel (166 m) \| \| \| 42,40 \| Hörnle-Tunnel (220 m) \| Hörnle-Tunnel (220 m) \| \| \| 42,90 \| Setze-Tunnel (104 m) \| Setze-Tunnel (104 m) \| \| \| 43,80 \| Kapf-Tunnel (203 m) \| Kapf-Tunnel (203 m) \| \| \| 45,90 \| Rötenbach (Baden) \| 831 m \| \| \| 50,90 \| Löffingen \| 804 m \| \| \| 53,20 \| Reiselfingen-Seppenhofen \| Reiselfingen-Seppenhofen \| \| \| 56,30 \| Bachheim \| 754 m \| \| \| 58,70 \| Unadingen \| 748 m \| \| \| 63,10 \| Dögginger Tunnel (535 m) \| Dögginger Tunnel (535 m) \| \| \| 64,00 \| Döggingen \| Döggingen \| \| \| 67,70 \| Hausen vor Wald \| 717 m \| \| \| 70,40 \| Hüfinger Tunnel (15 m) \| Hüfinger Tunnel (15 m) \| \| \| \| von Bräunlingen (ursprünglich Furtwangen) \| \| \| \| 72,10 \| Hüfingen Mitte (ehemals Hüfingen Bf) \| Hüfingen Mitte (ehemals Hüfingen Bf) \| \| \| 73,70 \| Donaueschingen-Allmendshofen \| Donaueschingen-Allmendshofen \| \| \| \| nach und von Singen \| \| \| \| 74,70 \| Donaueschingen \| 677 m \| \| \| \| nach Offenburg \| \| \| \| \| \| \| \| Quellen: [2] \| \| \| \| | |                                           |                                           |
| Strecke | | von Mannheim                              | von Mannheim                              |
| Abzweig geradeaus und von rechts | | von Colmar                                | von Colmar                                |
| Bahnhof | −1,52 | Freiburg (Breisgau) Hbf                   | 268 m                                     |
| Verschwenkung von links · Verschwenkung von rechts | |                                           |                                           |
| Brücke über Wasserlauf · Brücke über Wasserlauf | | Dreisam                                   | Dreisam                                   |
| ehemaliger Haltepunkt / Haltestelle · Strecke | | Freiburg Pressehaus (geplant)             | Freiburg Pressehaus (geplant)             |
| Kilometer-Wechsel · Strecke | 0,00 | Nullkilometer seit 1934                   | Nullkilometer seit 1934                   |
| Kreuzung geradeaus oben · Abzweig ehemals geradeaus und nach rechts | | nach Basel                                | nach Basel                                |
| Tunnel · Strecke (außer Betrieb) | 0,90 | Loretto-Tunnel (514 m)                    | Loretto-Tunnel (514 m)                    |
| Tunnel · Strecke (außer Betrieb) | 1,90 | Sternwald-Tunnel (302 m)                  | Sternwald-Tunnel (302 m)                  |
| Strecke · Bahnhof (Strecke außer Betrieb) | | Freiburg-Wiehre (bis 1934)                | Freiburg-Wiehre (bis 1934)                |
| Bahnhof · Strecke (außer Betrieb) | 2,50 | Freiburg-Wiehre (ab 1934)                 | 280 m                                     |
| Verschwenkung nach links · Verschwenkung nach rechts (Strecke außer Betrieb) | | Ende der Neutrassierung von 1934          | Ende der Neutrassierung von 1934          |
| ehemaliger Haltepunkt / Haltestelle | 4,10 | Waldsee                                   | Waldsee                                   |
| Bahnhof | 5,72 | Freiburg-Littenweiler                     | 317 m                                     |
| ehemaliger Haltepunkt / Haltestelle | 7,40 | Kappelertal                               | Kappelertal                               |
| Bahnhof | 11,00 | Kirchzarten                               | 392 m                                     |
| Bahnhof | 13,90 | Himmelreich                               | 455 m                                     |
| Tunnel | 16,90 | Falkenstein-Tunnel (72 m)                 | Falkenstein-Tunnel (72 m)                 |
| Tunnel | 17,20 | Unterer Hirschsprung-Tunnel (121 m)       | Unterer Hirschsprung-Tunnel (121 m)       |
| Tunnel | 17,50 | Oberer Hirschsprung-Tunnel (69 m)         | Oberer Hirschsprung-Tunnel (69 m)         |
| Dienststation / Betriebs- oder Güterbahnhof | 18,20 | Hirschsprung                              | 559 m                                     |
| | | Beginn Zahnstange (bis 1933)              |                                           |
| Tunnel | 19,10 | Kehre-Tunnel (203 m)                      | Kehre-Tunnel (203 m)                      |
| | | Ende Zahnstange (bis 1933)                |                                           |
| ehemaliger Bahnhof | 20,60 | Posthalde                                 | 657 m                                     |
| | | Beginn Zahnstange (bis 1933)              |                                           |
| ehemaliger Haltepunkt / Haltestelle | 22,20 | Höllsteig                                 | 740 m                                     |
| Verschwenkung von links · Verschwenkung von rechts (Strecke außer Betrieb) | |                                           |                                           |
| Brücke über Wasserlauf · Brücke über Wasserlauf (Strecke außer Betrieb) | | Ravennabrücke (224 m / 144 m)             | Ravennabrücke (224 m / 144 m)             |
| Tunnelanfang · Tunnelanfang (Strecke außer Betrieb) | 22,80 | Ravenna-Tunnel (47 m / 85 m)              | Ravenna-Tunnel (47 m / 85 m)              |
| Verschwenkung nach links (im Tunnel) · Verschwenkung nach rechts (Strecke außer Betrieb) (im Tunnel) | |                                           |                                           |
| Tunnelende | |                                           |                                           |
| Tunnel | 23,10 | Finsterrank-Tunnel (248 m)                | Finsterrank-Tunnel (248 m)                |
| Tunnel | 23,80 | Löffeltal-Tunnel (82 m)                   | Löffeltal-Tunnel (82 m)                   |
| | | Ende Zahnstange (bis 1933)                |                                           |
| Bahnhof | 25,40 | Hinterzarten                              | 885 m                                     |
| Kulminations-/Scheitelpunkt | | Scheitelpunkt                             | 893 m                                     |
| Bahnhof | 29,30 | Titisee                                   | 858 m                                     |
| Abzweig geradeaus und nach rechts | | nach Seebrugg                             | nach Seebrugg                             |
| ehemaliger Haltepunkt / Haltestelle | 32,30 | Hölzlebruck                               | Hölzlebruck                               |
| Bahnhof | 34,90 | Neustadt (Schwarzw)                       | 805 m                                     |
| Strecke mit Straßenbrücke | | Gutachtalbrücke (Bundesstraße 31)         | Gutachtalbrücke (Bundesstraße 31)         |
| ehemaliger Bahnhof | 39,10 | Kappel Gutachbrücke                       | 787 m                                     |
| Abzweig geradeaus und ehemals nach rechts | | nach Bonndorf                             | nach Bonndorf                             |
| Brücke über Wasserlauf | | Gutachbrücke                              | Gutachbrücke                              |
| Tunnel | 41,60 | Finsterbühl-Tunnel (166 m)                | Finsterbühl-Tunnel (166 m)                |
| Tunnel | 42,40 | Hörnle-Tunnel (220 m)                     | Hörnle-Tunnel (220 m)                     |
| Tunnel | 42,90 | Setze-Tunnel (104 m)                      | Setze-Tunnel (104 m)                      |
| Tunnel | 43,80 | Kapf-Tunnel (203 m)                       | Kapf-Tunnel (203 m)                       |
| Haltepunkt / Haltestelle | 45,90 | Rötenbach (Baden)                         | 831 m                                     |
| Bahnhof | 50,90 | Löffingen                                 | 804 m                                     |
| ehemaliger Haltepunkt / Haltestelle | 53,20 | Reiselfingen-Seppenhofen                  | Reiselfingen-Seppenhofen                  |
| Haltepunkt / Haltestelle | 56,30 | Bachheim                                  | 754 m                                     |
| Haltepunkt / Haltestelle | 58,70 | Unadingen                                 | 748 m                                     |
| Tunnel | 63,10 | Dögginger Tunnel (535 m)                  | Dögginger Tunnel (535 m)                  |
| Bahnhof | 64,00 | Döggingen                                 | Döggingen                                 |
| ehemaliger Haltepunkt / Haltestelle | 67,70 | Hausen vor Wald                           | 717 m                                     |
| Tunnel | 70,40 | Hüfinger Tunnel (15 m)                    | Hüfinger Tunnel (15 m)                    |
| Abzweig geradeaus und von links | | von Bräunlingen (ursprünglich Furtwangen) | von Bräunlingen (ursprünglich Furtwangen) |
| Bahnhof | 72,10 | Hüfingen Mitte (ehemals Hüfingen Bf)      | Hüfingen Mitte (ehemals Hüfingen Bf)      |
| Haltepunkt / Haltestelle | 73,70 | Donaueschingen-Allmendshofen              | Donaueschingen-Allmendshofen              |
| Abzweig geradeaus, ehemals nach rechts und von rechts | | nach und von Singen                       | nach und von Singen                       |
| Bahnhof | 74,70 | Donaueschingen                            | 677 m                                     |
| Strecke | | nach Offenburg                            | nach Offenburg                            |
| | |                                           |                                           |
| Quellen: | |                                           |                                           |

Die Höllentalbahn ist eine elektrifizierte Eisenbahnstrecke im Schwarzwald von Freiburg im Breisgau durch das Höllental nach Donaueschingen. Die Strecke steigt dabei von 268 m ü. NN in Freiburg auf 885 m ü. NN in Hinterzarten bei einer Streckenlänge von 25,5 Kilometern. Die größtenteils eingleisige und als Hauptbahn klassifizierte Strecke weist im Abschnitt Himmelreich–Hinterzarten Steigungen bis 57,8 ‰ auf. Damit ist sie die steilste Hauptbahn Deutschlands.
Der Abschnitt Freiburg–Neustadt (Schwarzw) ist seit dem 18. Juni 1936 elektrifiziert; dies, sowie die Tatsache, dass der Verkehr im weiteren Verlauf bis Donaueschingen stets deutlich geringer war, führte dazu, dass die Strecke früher keine betriebliche Einheit mehr darstellte. Mit der Einstellung des Kleber-Expresses Ende 2003 endete zunächst die letzte umsteigefreie Verbindung zwischen Freiburg und Donaueschingen. Im Rahmen des Projektes „Breisgau-S-Bahn 2020“ wurde bis zum Jahr 2019 der noch fehlende Abschnitt elektrifiziert, um durchgehende Züge von Breisach über Freiburg, Neustadt und Donaueschingen bis nach Villingen zu ermöglichen.
Die Höllentalbahn in ihrer Gesamtheit ist als raumbedeutsames Kulturdenkmal in der Region Südlicher Oberrhein eingestuft.

## Geschichte

### Planung, Eröffnung und Entwicklung bis 1919

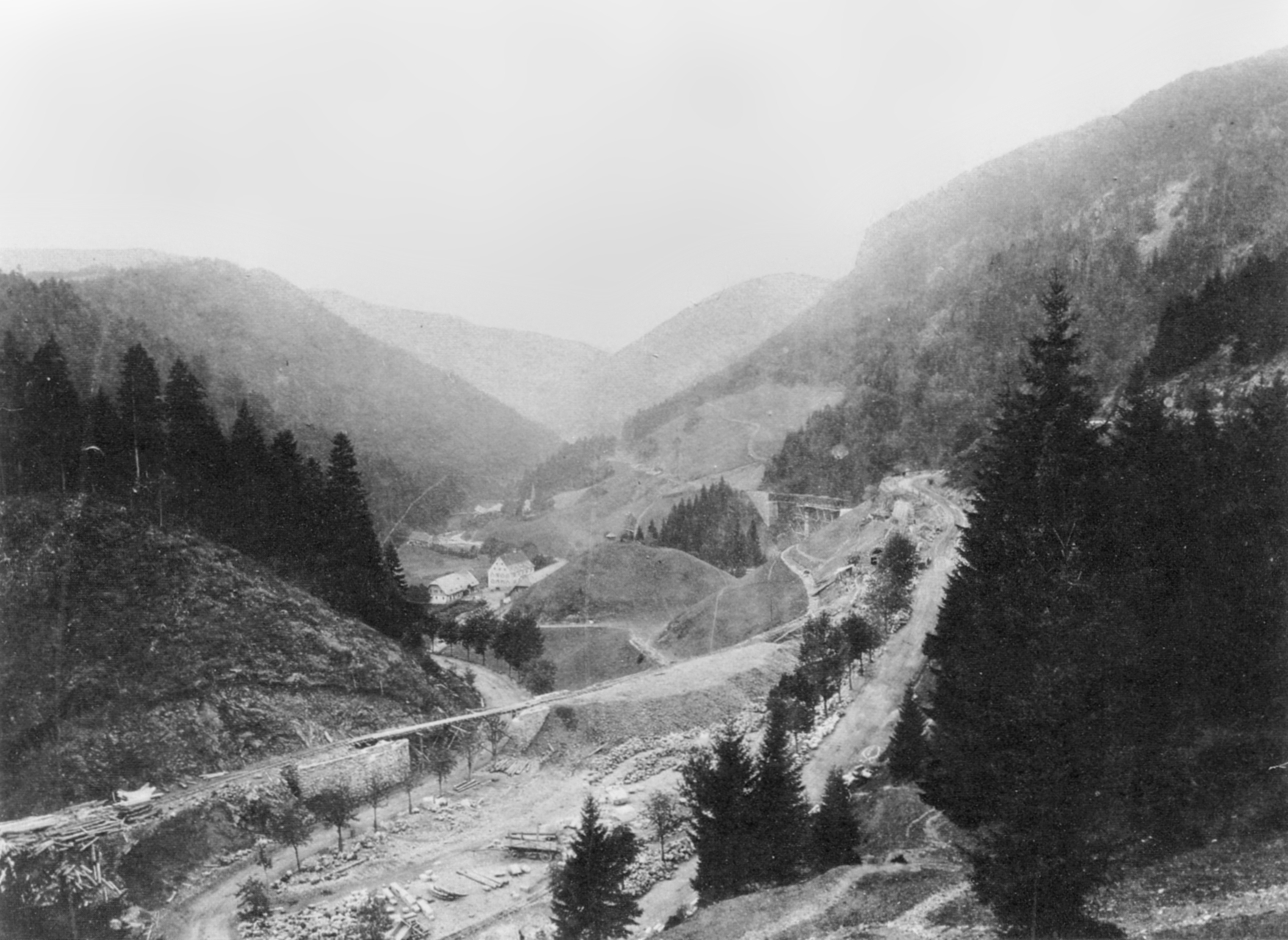
Bau der Brücke vor dem Löffeltaltunnel um 1886

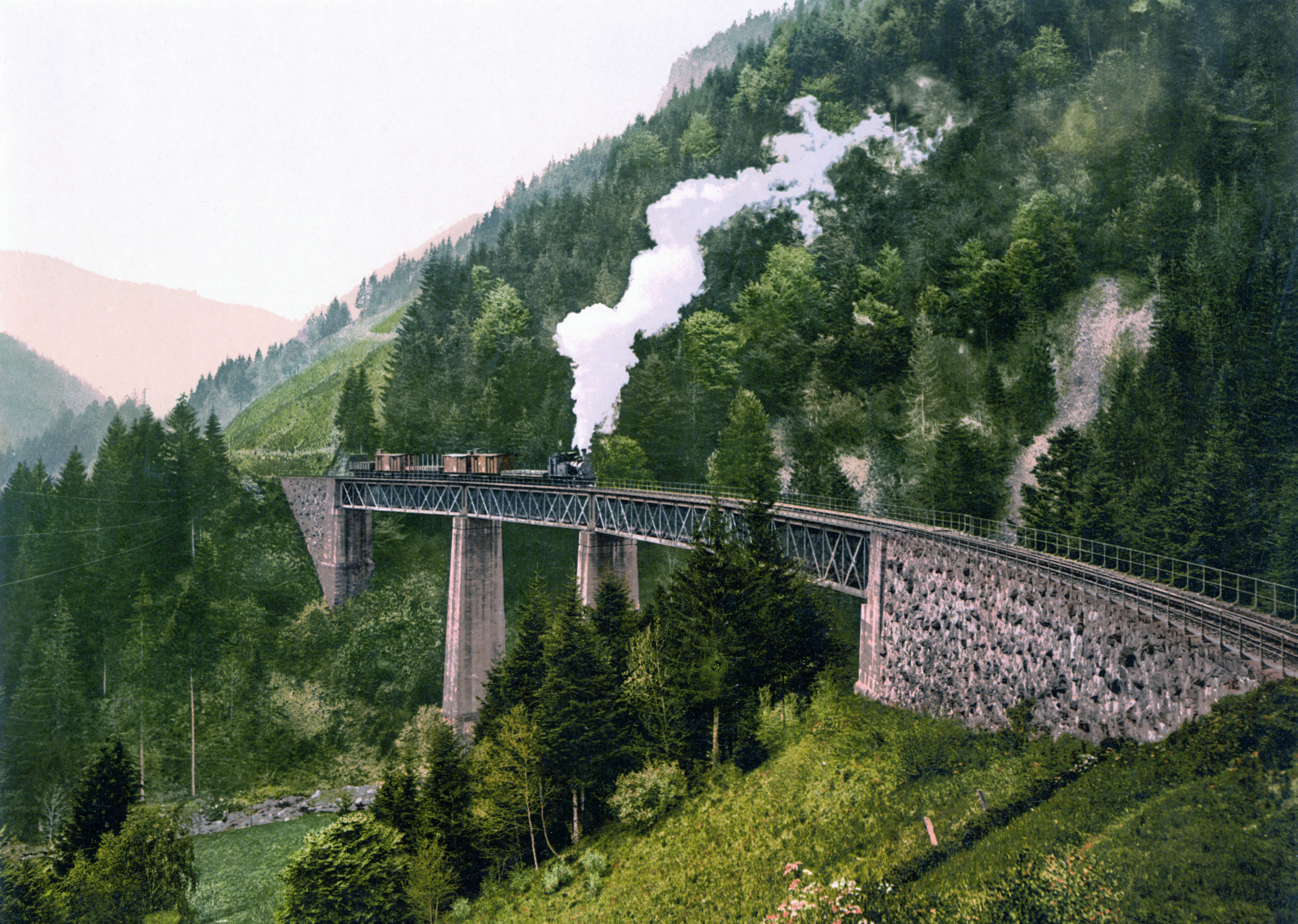
Alte Ravennabrücke um 1900

Nachdem Freiburg im Jahr 1845 an die Badische Hauptbahn angebunden worden war, wuchs im östlich von Freiburg gelegenen Höllental das Interesse, ebenfalls einen Eisenbahnanschluss zu erhalten. Die Badische Staatsregierung ließ anschließend einen solchen Bahnbau überprüfen, kam jedoch zu dem Ergebnis, dass die technischen Voraussetzungen zur Errichtung einer Strecke mit so großen Steigungen noch nicht vorhanden seien. Als Alternative wurde eine Route durch das Wagensteigtal diskutiert. Ebenfalls im Gespräch war der Bau einer preiswerteren Schmalspurbahn.
Nachdem am 24. Mai 1882 die Konzession für den Bau einer Eisenbahn durch das Höllental vorlag, begannen die Bauarbeiten. Die beteiligten Gemeinden mussten das Gelände kostenfrei zur Verfügung stellen und sich mit 200.000 Mark an den Gesamtkosten in Höhe von 6.737.000 Mark beteiligen. Für die Arbeiten wurden Arbeiter aus dem Trentino engagiert. Der Streckenabschnitt Freiburg–Neustadt (Schwarzwald) konnte am 21. Mai 1887 von den Großherzoglich Badischen Staatseisenbahnen eröffnet werden. Bei dieser Feier sollte der Förderer und Reichstagsabgeordnete Franz Josef Faller den Großherzog Friedrich I. mit einer Ansprache begrüßen. Unmittelbar vor Ankunft des Extrazuges, der den Großherzog und die Festgäste dem Bahnhof Titisee zuführte, starb Faller an einem Schlaganfall. Der Bau ist das letzte Werk des Eisenbahningenieurs Robert Gerwig, der durch seinen Tod 1885 die Eröffnung ebenfalls nicht mehr erlebte.
Aufgrund seiner maximalen Steigung von 1:18, damals die steilste Normalspur-Bahn Deutschlands, wurde der Abschnitt zwischen Hirschsprung und Hinterzarten (mit Ausnahme des Bahnhofs Posthalde) auf einer Strecke von 6525 m mit Zahnstangen nach dem System Bissinger-Klose ausgestattet und zunächst von Lokomotiven des Typs IX a befahren. Dabei wurden die Züge zunächst bergauf geschoben. Wie auch bei der Schwarzwaldbahn mussten die laufenden Wagen sowohl mit Druckluftbremse (Westinghouse) als auch mit Saugluftbremse (Hardy) ausgerüstet sein. Die Wagen verfügten auch über ein Bremszahnrad. Mit Einführung der VI b ab 1900 wurden die IX a beziehungsweise ab 1910 deren Nachfolger IX b nur noch auf der Zahnradstrecke zum Nachschieben eingesetzt. Die VI b wurde 1914 wiederum durch das Modell Badische VI c abgelöst.

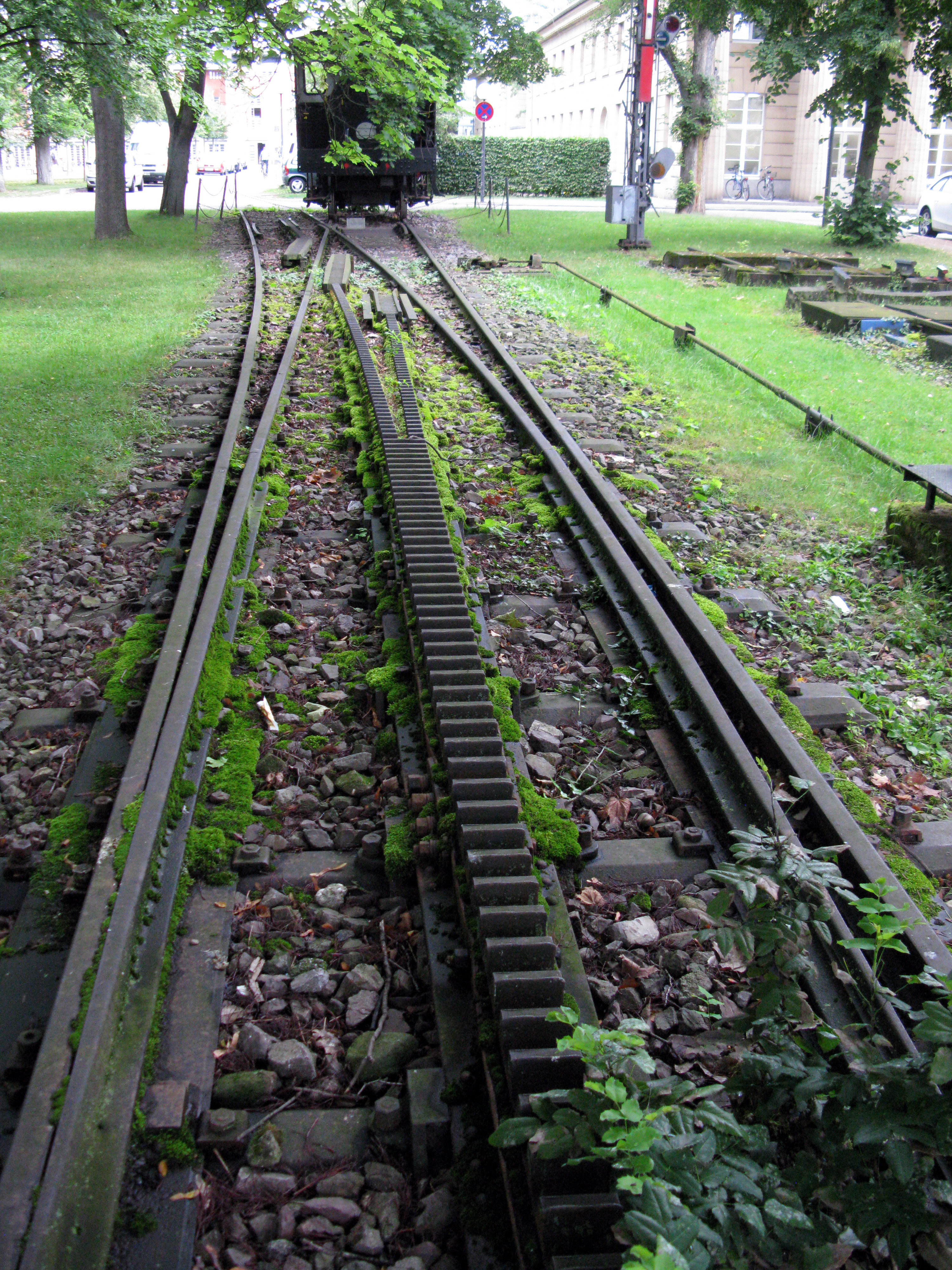
Zahnstangenweiche der Höllentalbahn, heute auf dem Campus des Karlsruher Instituts für Technologie, Institut für Straßen- und Eisenbahnwesen

Der Weiterbau bis nach Donaueschingen verzögerte sich aufgrund fehlender finanzieller Mittel. Die Bauarbeiten begannen erst 1898 und die Durchbindung der Strecke bis nach Donaueschingen erfolgte am 20. August 1901. Um möglichst viele Orte an die Bahnstrecke anzubinden, wurde auf diesem Abschnitt ein deutlich längerer Streckenverlauf in Kauf genommen, als notwendig gewesen wäre. Der Abschnitt Hüfingen–Donaueschingen entstand hierbei bereits 1892 auf Staatskosten als Vorleistung für die Verlängerung, alleiniger Nutzer war jedoch vorerst das Badische Eisenbahnkonsortium unter Herrmann Bachstein beziehungsweise ab 1897 die Süddeutsche Eisenbahn-Gesellschaft (SEG) mit dem Verkehr der Bregtalbahn nach Furtwangen. Ab 1901 vereinbarten die Badischen Staatseisenbahnen einen Gemeinschaftsbetrieb mit der SEG, so dass die Züge der Bregtalbahn unverändert in Donaueschingen beginnen und enden konnten.
In den ersten Wochen des Ersten Weltkrieges war der Schutz der Höllentalbahn eine der Aufgaben der Freiwilligen Feuerwehr Freiburg.
Bereits Ende des 19. Jahrhunderts gab es Pläne, die Streckenführung in Freiburg-Wiehre zu verändern, da die Bahnübergänge den Verkehr behinderten. Wegen des Ersten Weltkrieges verzögerte sich die Fertigstellung der Streckenverlegung bis ins Jahr 1934.

### Deutsche Reichsbahn (1919–1945)

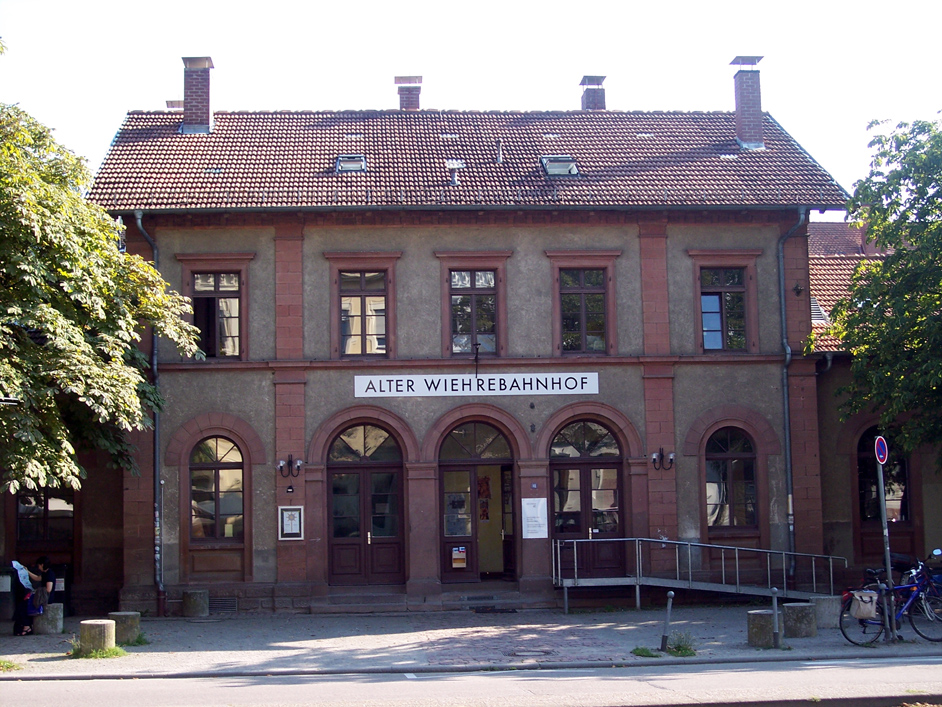
Alter Wiehre-Bahnhof Freiburg, nach Trassenverlegung neu genutzt

Am 14. Dezember 1927 wurde die Brücke über die Ravennaschlucht bei Hinterzarten durch einen neuen Viadukt ersetzt, da sie den Anforderungen nicht mehr gewachsen war. Beim Bau des neuen Viaduktes wurde die Höllentalbahn in diesem Streckenbereich etwas begradigt, so dass dieser deutlich geradliniger ausfiel als sein Vorgänger. Die Baukosten betrugen 1,7 Mio. Reichsmark, von der alten Brücke sind noch die Widerlager vorhanden. Der Ravennatunnel, der unmittelbar auf die Brücke folgt, war ursprünglich 85 Meter lang. Er wurde teilweise aufgeschlitzt und hat daher heute nur noch eine Länge von 47 Metern.

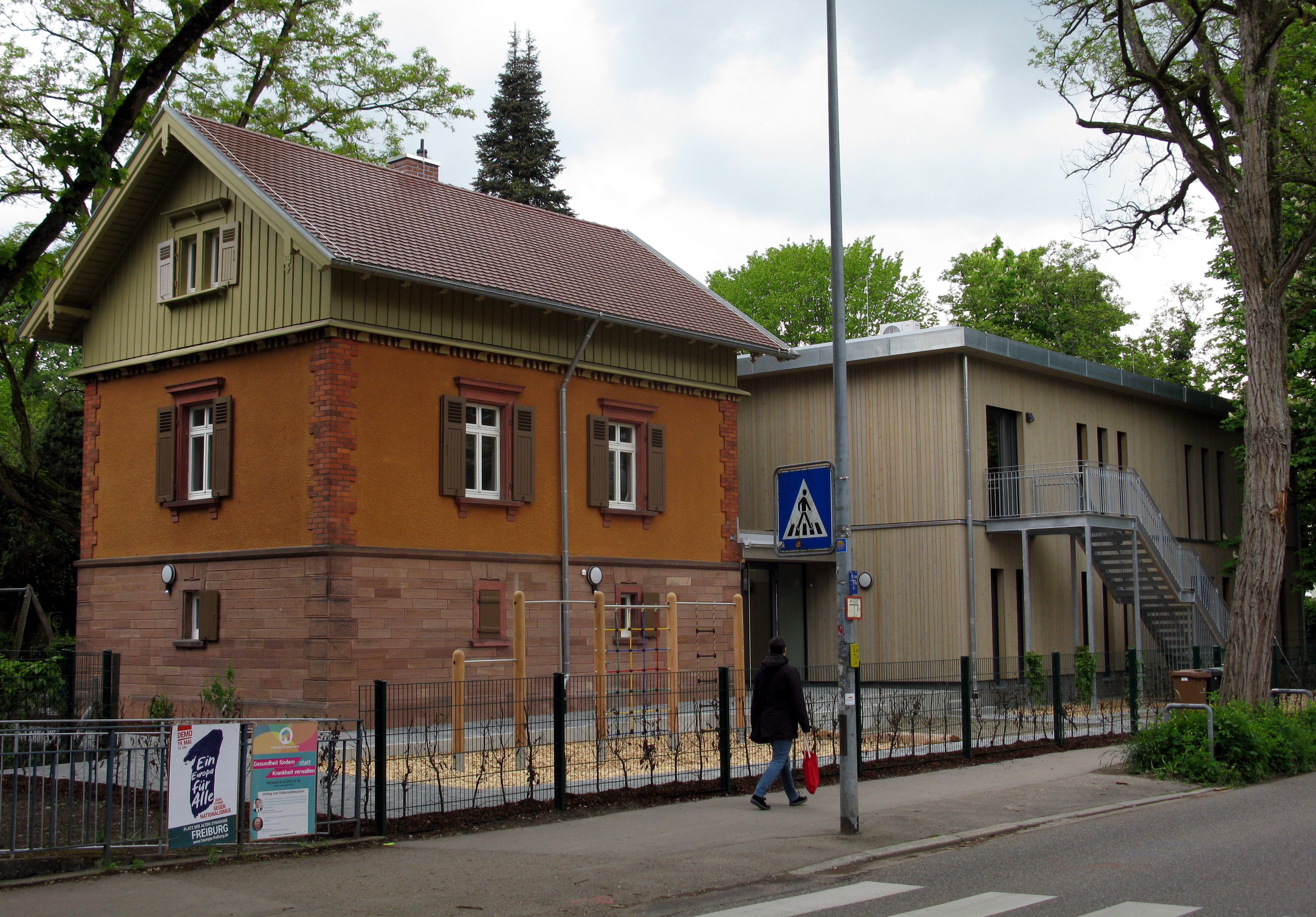
Ehemaliges Bahnwärterhaus in Freiburg an der Lorettostraße Ecke Goethestraße, heute Kita

Anfang der 1930er Jahre wurde die Höllentalbahn zwischen dem Freiburger Hauptbahnhof und Freiburg-Littenweiler umtrassiert, so dass der Bahnhof Freiburg-Wiehre verlegt werden musste und die Rheintalbahn seitdem kreuzungsfrei überbrückt wird. Ziel der Streckenverlegung war vor allem, die Bahnübergänge im Stadtgebiet aufzuheben. Zudem konnte die niveaugleiche Kreuzung mit der seit 1901 bestehenden Strecke nach Günterstal der Straßenbahn Freiburg im Breisgau wegfallen. Am 12. Oktober 1916 ereignete sich dort ein schwerer Unfall, weil eine stadteinwärts fahrende Straßenbahn bei Dunkelheit die geschlossene Schranke missachtete und mit einem bergwärts fahrenden Eisenbahnzug kollidierte. Der Straßenbahnwagen und das Bahnwärterhäuschen wurden dabei zertrümmert, der Straßenbahnfahrer schwer, der Schaffner und der einzige Fahrgast leicht verletzt.
Für die neue Trasse mussten zwei neue Tunnel gebaut werden: der durch den Lorettoberg und der unter dem Sternwald. Die östliche Hauptrandverwerfung des Oberrheingrabens zieht sich durch den Lorettoberg, weshalb beim Ausmauern des Tunnels ein „Fenster“ offengelassen wurde, in dem sie zu sehen ist, und das weitere Absinken des Grabens gemessen wird. Im Zuge der Arbeiten wurde die Strecke vom Hauptbahnhof zur Wiehre zweigleisig ausgebaut. Das ehemalige Bahnhofsgebäude – der Alte Bahnhof Wiehre wird heute kulturell genutzt – mit dem Kommunalen Kino Freiburg und einem Café.

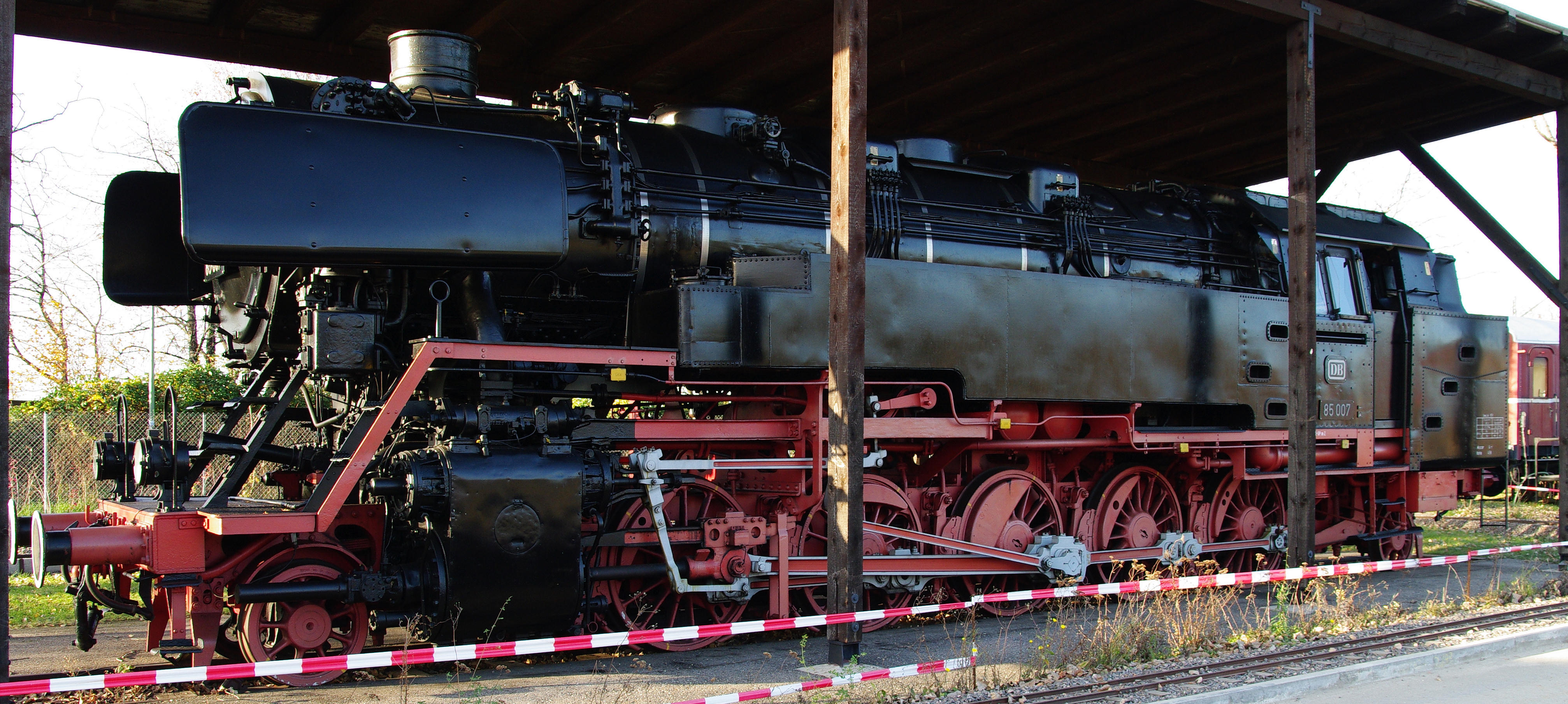
85 007 beim Freiburger Bahnbetriebswerk

Leistungsfähige Bremsen und insgesamt zehn Dampflokomotiven der Baureihe 85 machten es möglich, ab 1933 auf die Zahnstange zu verzichten. Die Lokomotiven dieser Baureihe waren die schwersten deutschen Einheits-Tenderlokomotiven. Nach ihrem Rückbau war die Zahnstange im Verkehrsmuseum an der Universität Karlsruhe zu sehen. Im Freigelände beim eisenbahntechnischen Institut sind ihre Relikte heute noch zu besichtigen. Das letzte Exemplar der Baureihe 85 wiederum ist im Bahnbetriebswerk Freiburg ausgestellt und bei der Vorbeifahrt aus dem Zug sichtbar.
Gleichzeitig wurde die Strecke bis Neustadt im Schwarzwald für den Betrieb mit Elektrolokomotiven eingerichtet. Zur Anwendung kam dabei ein System mit einer Spannung von 20.000 Volt bei einer Frequenz von 50 Hertz, mit der die damalige Deutsche Reichsbahn die Eignung des aus dem allgemeinen Netz bezogenen elektrischen Stromes für den Bahnbetrieb untersuchen wollte. Die Strecke erschien dazu besonders geeignet, weil sie ebene Streckenteile und leichte und starke Steigungen aufwies. Dazu wurden vier Varianten der Elektrolok-Baureihe E 44 bereitgestellt, die als Baureihe „E 244“ bezeichnet wurden. Die angrenzende Dreiseenbahn, die in Titisee von der Höllentalbahn abzweigt und 1926 eröffnet worden war, wurde ebenfalls mit diesem System elektrifiziert. Der elektrische Versuchsbetrieb begann am 18. Juni 1936, die Baukosten betrugen 7 Millionen Reichsmark.
Der Viadukt über die Ravennaschlucht wurde am 23. April 1945, kurz vor Ende des Zweiten Weltkrieges, durch den Volkssturm  oder deutsche Pioniere gesprengt. Dasselbe Schicksal erlitten am gleichen Tag beide Hirschsprungtunnel sowie am 21. April mit dem Einzug der Franzosen nach Freiburg der Lorettotunnel. Weitere Sprengungen, die hauptsächlich an Brückenbauwerken verübt wurden, sorgten für sechs Unterbrechungen der Strecke zwischen Titisee und Hüfingen. Als in Kirchzarten bereits die marokkanischen Besetzer der französischen Fremdenlegion einmarschierten, befand sich im Bahnhof Posthalde noch ein Proviantzug der Wehrmacht, der von Bewohnern der angrenzenden Orte für den Eigenbedarf geleert wurde.

### Deutsche Bundesbahn (1945–1994)

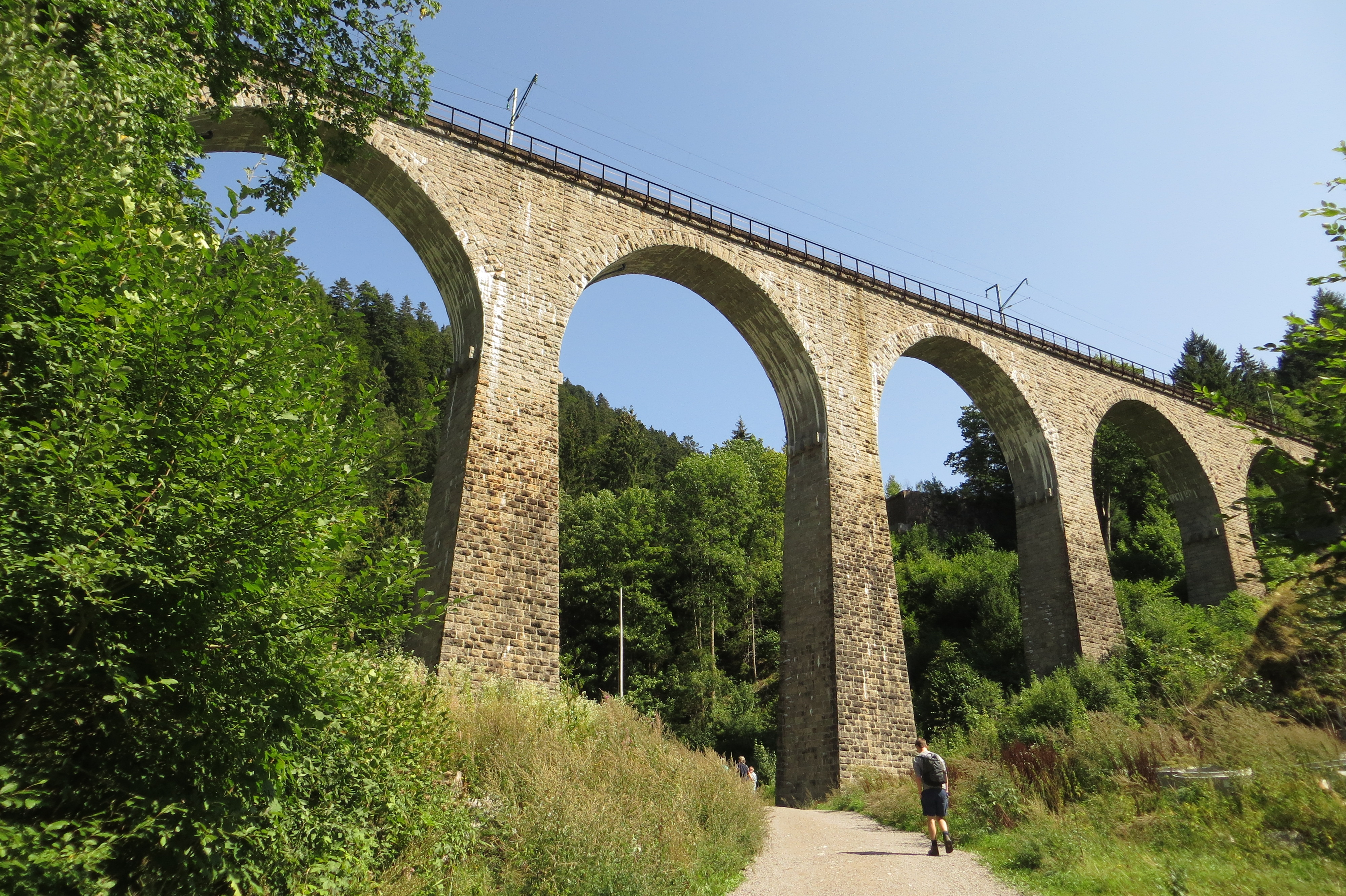
Ravennaviadukt (2015)

Die Deutsche Bundesbahn begann nach dem Zweiten Weltkrieg schrittweise, einen großen Teil ihres Streckennetzes zu elektrifizieren. Dabei war 1951 die Elektrifizierung des Streckenabschnitts Neustadt–Donaueschingen angedacht, aber zunächst nicht umgesetzt. Die Bahnstrecke Mannheim–Basel wurde in den 1950er Jahren mit 15.000 Volt und 16 2/3 Hertz im Jahr 1956 schließlich auch in Freiburg mit Fahrdraht versehen.
Da das Nebeneinander von zwei Stromsystemen ein Problem war, wurden in der Folgezeit die elektrischen Anlagen der Höllentalbahn auf 15.000 V und 16 2/3 Hz umgebaut, um einen Systemwechsel zu vermeiden. Am 20. Mai 1960 erfolgte die Umstellung auf das bahnübliche Stromsystem. Damit endete auch der neben dem elektrischen Betrieb immer noch durchgeführte Dampfbetrieb auf der Strecke. Das Unterwerk der Höllentalbahn, welches sich beim Bahnhof Titisee (⊙) befand, wurde über eine einkreisige 110 kV-Leitung aus dem Landesnetz gespeist. Diese Leitung war auf Einebenenmasten verlegt, auf denen noch Platz für einen nie installierten zweiten 110-kV-Kreis war. Ausgangspunkt dieser nach Einstellung des Versuchsbetriebs demontierten Leitung war ein heute nicht mehr existierendes Schaltwerk östlich von Löffingen bei 47° 53′ 21″ N, 8° 22′ 26″ O, welches in die 110-kV-Leitung Tiengen–Villingen eingeschleift war.
Im Unterwerk befand sich anfangs eine als Scottschaltung verschaltete Transformatorengruppe, welche aus Drehstrom zwei um 90° verschobene Wechselströme bildete. Mit einer Phase dieses Zweiphasen-Wechselstroms wurde der Streckenabschnitt von Freiburg bis zum Scheitelpunkt zwischen Hinterzarten und Titisee und mit der zweiten Phase die Dreiseenbahn und die Strecke nach Neustadt versorgt. Zwischen den beiden Stromkreisen befand sich eine stromlose Phasentrennstelle, welche mit abgeschaltetem Hauptschalter durchfahren werden musste. Mit dieser Anordnung hoffte man, eine möglichst symmetrische Belastung des Drehstromnetzes zu erreichen. Da dies aber wegen der nur vier vorhandenen Lokomotiven nicht gegeben war und die Rückwirkungen auf das Drehstromnetz weit geringer waren als erwartet, wurden bereits nach einem Jahr die Transformatoren so umgebaut, dass die ganze Strecke an eine gemeinsame Phase geschaltet war. Der komplizierte Betrieb an der Phasenwechselstelle konnte damit entfallen. Nach Einstellung des 50-Hz-Betriebes 1960 wurde das Unterwerk in Titisee demontiert, die Einspeisung für die Gesamtstrecke erfolgt seit der Umstellung vom Unterwerk Freiburg aus, wobei ab Freiburg-Wiehre weiterhin eine zusätzliche 15-kV-Speiseleitung auf den Fahrleitungsmasten bis Titisee und Aha mitgeführt wird. Die erhalten gebliebenen Gebäude des einstigen Unterwerkes in Titisee wurden erst 2009 für den Bau des Freizeitbades Badeparadies Schwarzwald abgebrochen.
Mit der Umstellung des Stromsystems wurden die Versuche mit den Sonderbauformen abgeschlossen. Nutznießer dieser Versuche war die französische Staatsbahn SNCF, die ihr gesamtes nördliches Eisenbahnnetz mit Wechselstrom mit einer Frequenz von 50 Hz, aber einer Spannung von 25.000 V elektrifizierte. Während des gesamten Versuchsbetriebes waren die Lokomotiven der Baureihe 85 auf Höllental- und Dreiseenbahn im Einsatz geblieben.
Die Deutsche Bundesbahn dünnte in den 1970er Jahren den Fahrplan auf der hinteren Höllentalbahn aus. Aufgrund der Nutzung durch den Kleber-Express und den Schülerverkehr war die Strecke im Gegensatz zu den abzweigenden Strecken Kappel–Bonndorf oder Hüfingen–Furtwangen nicht von einer Stilllegung betroffen.
Die Bundesbahndirektion Karlsruhe erstellte mit dem Ingenieursbüro Emch und Berger 1981 eine Machbarkeitsstudie zu einer Erhöhung der Wirtschaftlichkeit der hinteren Höllentalbahn, einer Erhöhung der Streckenhöchstgeschwindigkeit auf bis zu 110 km/h sowie einer deutlichen Fahrzeitverkürzung zwischen Freiburg und Donaueschingen/Villingen. Zwischen Kappel Gutachbrücke und Rötenbach war dabei ein rund 2,7 Kilometer langer Tunnel als Ersatz für die Strecke durch die Wutachschlucht einschließlich der vier kurzen Tunnel vorgesehen. Zwischen Löffingen und Döggingen wurden neun Varianten für Neutrassierungen mit jeweils einem Tunnel und einem Viadukt über die Gauchachschlucht unter Auflassung der Betriebsstellen Bachheim und gegebenenfalls Unadingen untersucht. Die wohl wirtschaftlichste Variante hätte eine Streckenverkürzung um 5,272 Kilometer und eine Fahrzeitersparnis von 11,1 Minuten ergeben. Aufgrund der veranschlagten Baukosten von rund 86 Millionen Deutsche Mark wurde die untersuchten Maßnahmen nicht umgesetzt.
Zeitweise wies die Strecke auch Schienenpersonenfernverkehr auf. So verkehrte beispielsweise in den 1980er Jahren eine Kurswagengruppe des Fern-Express (FD) Bodensee, dessen Stammzug Dortmund beziehungsweise Münster mit Konstanz verband, über die Höllentalbahn und weiter nach Seebrugg. Zusätzlich fuhr damals auch der Alpen-See-Express dorthin.
Als die Deutsche Bundesbahn 1988 knappe 300 Streckenläufer versetzte oder in den Ruhestand entließ, war der Streckengeher der Höllentalbahn der einzige Vertreter seines Berufszweiges, der wegen der Besonderheiten der Strecke im Einsatz verblieb. Er kontrollierte auch weiterhin zwei Mal pro Woche zu Fuß 24 Streckenkilometer zwischen Hinterzarten und Himmelreich sowie zwischen Neustadt und Rötenbach.

### Deutsche Bahn (seit 1994)
Anfang der 1990er Jahre wurde der Streckenabschnitt zwischen Neustadt und Freiburg modernisiert. Anschließend fuhren dort und auf der angrenzenden Dreiseenbahn Doppelstockzüge im Stundentakt, so dass sich zwischen Freiburg Hbf und Titisee ein Halbstundentakt ergab.
Zum Fahrplanwechsel im Dezember 2002 wurde der, in den frühen 1990er Jahren eingeführte, Interregio „Höllental“, der von Norddeich nach Seebrugg verkehrte, gestrichen. Somit verlor die Höllentalbahn ihren Fernverkehr. Ein Jahr später entfiel auch der Kleber-Express, ein von Freiburg über Donaueschingen, Bad Saulgau und Memmingen nach München verkehrender Regional-Express, womit es seitdem keine Direktverbindung von Freiburg über Neustadt hinaus in Richtung Donaueschingen mehr gab. Dieser Zustand blieb bis zur Schließung der Elektrifizierungslücke zwischen Neustadt und Donaueschingen im Jahr 2019.
Mehrere Bahnhöfe zwischen Freiburg und Titisee, die einst drei Gleise aufwiesen, sind mittlerweile auf zwei Gleise zurückgebaut worden. Im Zuge der Inbetriebnahme des Ringzuges wurde das Reststück der Bregtalbahn Hüfingen–Bräunlingen reaktiviert. Dabei wurde der Bahnhof Hüfingen in Hüfingen Mitte umbenannt. Ebenso wurde der Haltepunkt „Donaueschingen Allmendshofen“ eingerichtet, an dem jedoch nur der Ringzug hält.
Die Strecke wurde zwischen 2000 und 2010 mehrfach saniert. Dabei wurden alte Stahlschwellen, die teilweise 80 Jahre alt waren, durch neue Betonschwellen und Y-Schwellen ersetzt und GSM-R-Zugfunk installiert.
Auch im Jahr 2015 wurden während der Sommerferien Instandsetzungsarbeiten zwischen Freiburg und Hinterzarten durchgeführt. Der Zeitpunkt der Arbeiten stieß dabei aufgrund der großen touristischen Bedeutung der Strecke auf Kritik. So war in den Bussen des Schienenersatzverkehrs keine Fahrradmitnahme möglich und die bereitgestellten Kapazitäten waren anfangs zu gering, wurden jedoch später erweitert.

### Modernisierung und Elektrifizierung im Rahmen der Breisgau-S-Bahn (2010er Jahre)
Im Dezember 2010 wurde die Elektrifizierung des Abschnitts Neustadt–Donaueschingen in den Generalverkehrsplan des Landes aufgenommen und als Teil der Vision Breisgau-S-Bahn 2020 noch unter den Richtlinien des Gemeindeverkehrsfinanzierungsgesetzes bis zum Ende des Jahres 2019 umgesetzt. Zuvor war bis zum Ende des Jahres 2018 der bereits elektrifizierte Abschnitt von Freiburg nach Neustadt ausgebaut worden.
Seit dem Fahrplanwechsel im Dezember 2019 wird die Strecke zusammen mit der Breisacher Bahn von der DB Regio betrieben, die den Zuschlag erhielt, sodass sich eine durchgehende Verbindung Breisach – Freiburg – Neustadt – Donaueschingen – Villingen ergibt. Zum ersten Mal seit der Einstellung des Kleber-Express im Jahr 2003 gibt es somit wieder eine durchgehende Verbindung von Freiburg nach Donaueschingen. An Sonn- und Feiertagen wurde ein 20-Minuten-Takt von Freiburg (Breisgau) Hbf bis Titisee eingeführt. Hierzu wurde im November 2018 ein zweites Gleis am Haltepunkt Freiburg-Littenweiler in Betrieb genommen, um als Kreuzungsbahnhof Verstärkerfahrten zwischen Freiburg und Kirchzarten zu ermöglichen.
Für die Steuerung des künftigen Breisgau-S-Bahn-Netzes wurde im Dezember 2019 am Bahnhof Freiburg-Wiehre ein neues elektronisches Zentralstellwerk in Betrieb genommen. Sämtliche Bahnhöfe wurden durch Rampen oder Aufzüge barrierefrei ausgebaut. Ein neuer Haltepunkt Freiburg Pressehaus wurde geprüft, jedoch aufgrund der gestiegenen Kosten des Gesamtprojektes nicht realisiert. Weitere neue Haltepunkte wie z. B. Freiburg Stadthalle, Freiburg Kappeler Tal und Burg Birkenhof können aus Kostengründen ebenfalls vorerst nicht realisiert werden.
Die Linie S1 sollte seit 15. Dezember 2019 halbstündlich in Gottenheim und stündlich in Titisee geflügelt werden. Aufgrund von Problemen muss in Gottenheim nach Endingen a. K. umgestiegen werden. Zudem fährt sonntags zwischen Titisee und Seebrugg nur stündlich ein Zug. Es fallen aber auch immer wieder Züge aus, was ungenügend kommuniziert wird. Deshalb galt auf der Linie S1 ab dem 17. Februar 2020 ein verändertes, weniger kompliziertes Fahrplankonzept, wonach bis Juni 2020 der Pendelverkehr zwischen Gottenheim und Endingen a. K. bestehen blieb; somit entfiel in Gottenheim das Flügeln/Kuppeln der Züge. Der Fahrplan sollte damit stabilisiert werden und ein verlässlicher Betrieb gewährleistet sein. Im Juni 2020 kehrten die Verantwortlichen dann zum alten Fahrplankonzept zurück.
Die seit der Modernisierung eingesetzten Züge Alstom Coradia Continental der Baureihe 1440 sorgen aufgrund der Belastung der Strecke seit der Umstellung für Probleme. Die Radsätze der Züge halten nicht die sonst gängigen etwa eine Million Kilometer, sondern werden bereits nach etwa 600 000 Kilometer getauscht. Dies sorgt dafür, dass zwischenzeitlich, etwa im Mai 2024, über ein Drittel der für die Strecke vorgesehenen Züge nicht eingesetzt werden kann. Dadurch ergeben sich laufend Kapazitätsschwierigkeiten, so pendelt zwischen Freiburg und Titisee seit 2023 immer wieder nur ein statt zwei Zugteilen, außerdem ist für eine Weiterfahrt auf der Dreiseenbahn ein Umstieg in Titisee notwendig. Im Frühjahr 2024 fuhren auf der Nebenstrecke zwischen Montag und Freitag gar keine Züge mehr, da diese auf der Höllentalbahn eingesetzt werden mussten.
Seit 2013 bemängelt der Vizechef der Freiburger Feuerwehr, dass es an vielen Stellen, wie den Freiburger Tunneln, keine kurzen Rettungswege gibt, Zäune im Weg sind oder Treppen fehlen. Die Deutsche Bahn versprach Abhilfe und vertröstete auf den Ausbau im Jahre 2018. Doch auch zum Abschluss der Arbeiten im Herbst 2018 war kaum etwas geschehen.

## Streckenbeschreibung

### Verlauf

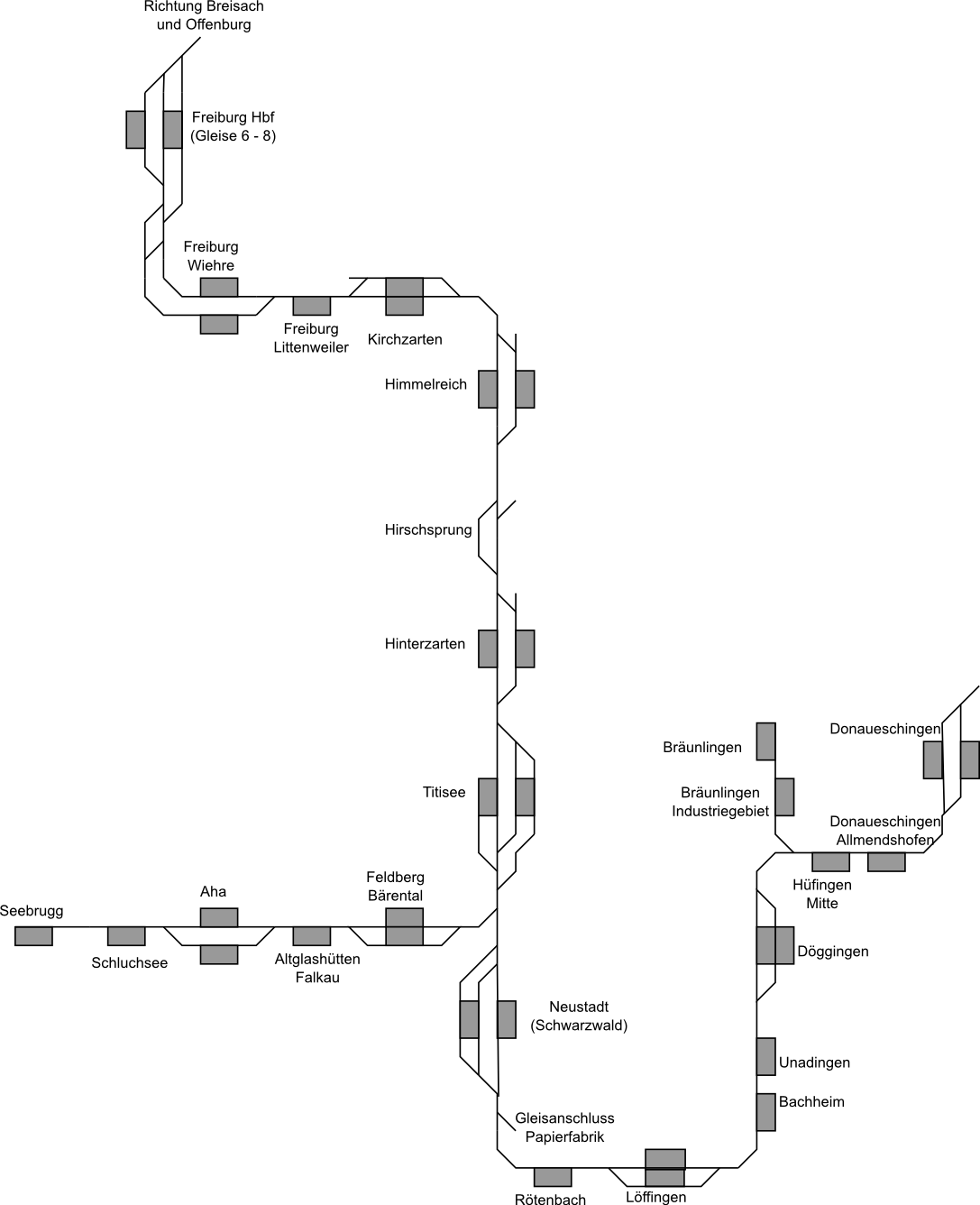
Gleisplan der Höllental- und Dreiseenbahn (vor dem Ausbau zur S-Bahn)

Vereinfachtes Höhenprofil der Strecke

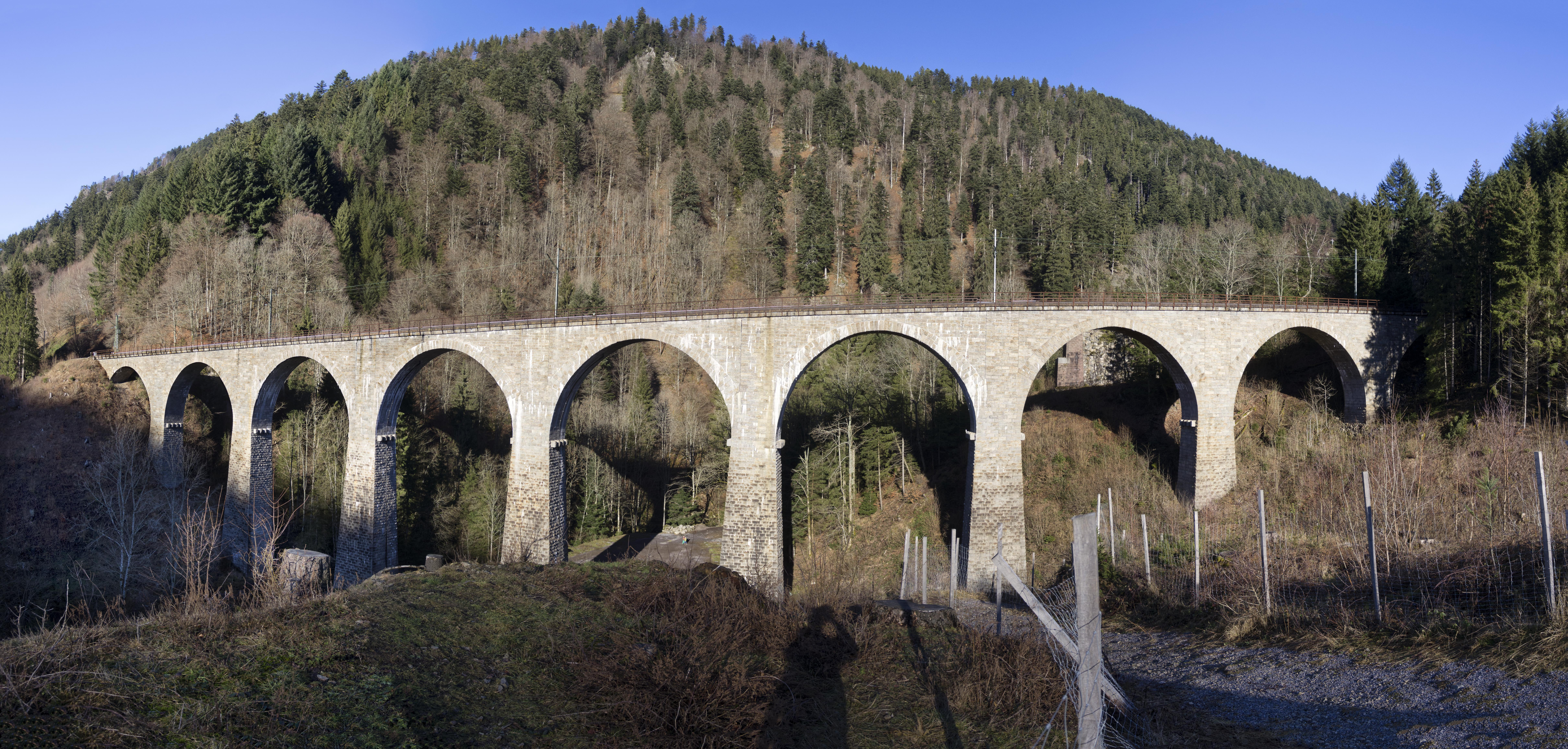
Ravennabrücke zwischen Hinterzarten und Himmelreich

Bis 1934 nahm die Höllentalbahn vom Freiburger Hauptbahnhof bis zum Wiehrebahnhof einen anderen Verlauf als heute. Die Strecke führte ab dem Hauptbahnhof parallel zur Rheintalbahn, bis sie schließlich in Höhe der Freiaustraße südlich der Dreisam abzweigte, durch die damals noch unbebauten Kronenmatten führte und schließlich niveaugleich die Basler Straße im Bereich der Einmündung der Reiterstraße kreuzte. Von dort aus querte die Strecke, wiederum höhengleich, Schwimmbad-, Loretto-, Goethe- und Günterstalstraße, um schließlich den heutigen „Alten Wiehrebahnhof“ zu erreichen. 1934 wurde die Streckenführung durch die heutige ersetzt. Vom Freiburger Hauptbahnhof bis zum neu errichteten Bahnhof Freiburg-Wiehre ist die neue Trasse zweigleisig ausgebaut, ansonsten ist die Strecke durchgehend eingleisig. Die Höllentalbahn folgt auf den ersten 1,5 Kilometer der Rheintalbahn, sie verläuft jedoch auf der gegenüberliegenden westlichen Seite des Bahnbetriebswerkes. Daraufhin überquert die Strecke in einer Linkskurve die Rheinstrecke und die Merzhauser Straße. Kurz hinter der Straßenbrücke beginnt der 514 Meter lange Lorettotunnel, darauf folgt der 302 Meter lange Sternwaldtunnel und eine Linkskurve, die zum neuen Wiehrebahnhof führt. Da die neue Streckenführung etwa 1,7 Kilometer länger ist als die alte, hätten die Kilometertafeln der gesamten Höllentalbahn erneuert werden müssen. Um dies zu vermeiden, beginnt die Strecke heute am Freiburger Hauptbahnhof mit einer negativen Kilometrierung.
Ab Freiburg-Wiehre folgt die Höllentalbahn der Bundesstraße 31 bis zum Bahnhof Freiburg-Littenweiler. Nach Verlassen des Freiburger Stadtgebietes führt die Strecke nach Kirchzarten, wo die Fahrt in einer Rechtskurve nach Himmelreich fortgesetzt wird. Ab Himmelreich verläuft die Strecke im gleichnamigen Höllental, wo die eigentliche Steilstrecke beginnt, weitgehend parallel zur Bundesstraße 31. Kurz vor dem Bahnhof Hirschsprung werden drei Tunnel durchfahren: der 72 Meter lange Falkenstein-Tunnel, der 121 Meter lange Untere Hirschsprung-Tunnel und der 69 Meter lange Obere Hirschsprung-Tunnel. Einen Höhepunkt der Reise mit der Höllentalbahn stellt dabei die Vorbeifahrt am Hirschsprungfelsen zwischen dem Oberen und Unteren Hirschsprung-Tunnel dar. Bei der Fahrt Richtung Titisee empfiehlt sich nach dem zweiten Tunnel in Fahrtrichtung rechts ein Blick etwas zurück, um das Hirschdenkmal zu sehen. Vom Bahnhof Hirschsprung führt die Höllentalbahn nach einem Kilometer durch den 203 Meter langen Kehretunnel, der in einer Linkskurve liegt, in starker Steigung weiter zum ehemaligen Bahnhof Posthalde. Kurz nachdem der ehemalige Haltepunkt Höllsteig erreicht wurde, überquert die Bahnstrecke auf der Ravennabrücke die Ravennaschlucht. Das Steinbogenviadukt ist ein weiterer Höhepunkt auf einer Fahrt mit der Höllentalbahn. Direkt hinter dem Viadukt folgen der 47 Meter lange Ravenna-Tunnel, der 248 Meter lange Finsterrank-Tunnel und der 82 Meter lange Löffeltal-Tunnel. Nach dem Löffeltal-Tunnel folgt die Strecke dem Rotbach zum Bahnhof Hinterzarten. Zwischen den Bahnhöfen Himmelreich und Hinterzarten überwinden die Züge 430 Höhenmeter auf nur 11,5 Kilometern, die Steigung beträgt dort im Mittel gut 27 ‰ und erreicht maximal 57,8 ‰. Wenige Meter östlich der Bahnhofsausfahrt von Hinterzarten wird der Scheitelpunkt der Höllentalbahn, der 893 Meter über Normalnull liegt, erreicht. Der nächste, vier Kilometer lange Abschnitt zum Bahnhof Titisee verläuft nur leicht kurvig. In Titisee zweigt die Dreiseenbahn nach Seebrugg von der Höllentalbahn ab. Der Bahnhof Neustadt, bis 2019 das Ende des elektrifizierten Abschnittes der Höllentalbahn, wird nach weiteren fünf Kilometern erreicht.
Der folgende Abschnitt zwischen Neustadt und Donaueschingen war bis ins Jahr 2019 nicht elektrifiziert. Er ist ebenfalls eingleisig und wird auch als „Hintere Höllentalbahn“ bezeichnet. Nach Neustadt folgt die Strecke der Gutach in Richtung Süden. Kurz vor der ersten Gutachbrücke lag der Bahnhof Kappel Gutachbrücke; dort zweigte eine Nebenbahn nach Bonndorf ab, die über eine Spitzkehre bei Lenzkirch führte. Kurz nach dem Bahnhof Kappel Gutachbrücke wird mittels eines Viaduktes die Gutach, wie die Wutach im Oberlauf noch genannt wird, überquert, ebenso die Wutachschlucht, die dort ihren Anfang nimmt. Hinter dem Viadukt schwenkt die Strecke nach Osten und schließlich wieder nach Norden und durchfährt dabei den 166 Meter langen Finsterbühl-Tunnel, den 220 Meter langen Hörnle-Tunnel und den 104 Meter langen Setze-Tunnel. In Richtung Norden führt die Höllentalbahn weiter durch den 203 Meter langen Kapf-Tunnel zum Bahnhof Rötenbach. Auf dem fünf Kilometer langen Abschnitt nach Löffingen schwenkt die Strecke nach Süden, um die südöstlich gelegene Station Bachheim zu erreichen. Daraufhin führt die Strecke in einer starken Linkskurve wieder nach Norden, um nach Unadingen und einer weiteren Kurve in Richtung Osten Döggingen zu erreichen. Kurz vor Döggingen wird der 535 Meter lange Dögginger Tunnel durchquert, dabei unterquert die Höllentalbahn die europäische Hauptwasserscheide zwischen der Nordsee und dem Schwarzen Meer. Hinter Döggingen verläuft die Strecke gradlinig weiter zum ehemaligen Bahnhof Hausen vor Wald. Zwischen Hausen vor Wald und Hüfingen führt die Bahnstrecke auf fünf Kilometern wieder in Richtung Norden und durchquert dabei den 15 Meter langen Hüfinger Tunnel. In Hüfingen zweigt die Bregtalbahn nach Bräunlingen, die ehemals bis Furtwangen führte, von der Höllentalbahn ab. Zwischen Hüfingen und Rötenbach wurde die Strecke durch längere Kurven künstlich verlängert, um weitere Orte an die Höllentalbahn anschließen zu können. Nach circa drei Kilometern wird von Hüfingen aus der Bahnhof Donaueschingen erreicht. Dazwischen liegt der Haltepunkt Donaueschingen-Allmendshofen. In Donaueschingen mündet die Höllentalbahn in die Schwarzwaldbahn, die von Offenburg nach Singen führt.
Vom Freiburger Hauptbahnhof bis zum aufgelassenen Haltepunkt Kappelertal befindet sich die Strecke auf der Gemarkung der kreisfreien Stadt Freiburg im Breisgau. Der Abschnitt Kirchzarten–Unadingen liegt im Landkreis Breisgau-Hochschwarzwald, der Abschnitt Döggingen–Donaueschingen im Schwarzwald-Baar-Kreis.

### Betriebsstellen

#### Freiburg (Breisgau) Hauptbahnhof

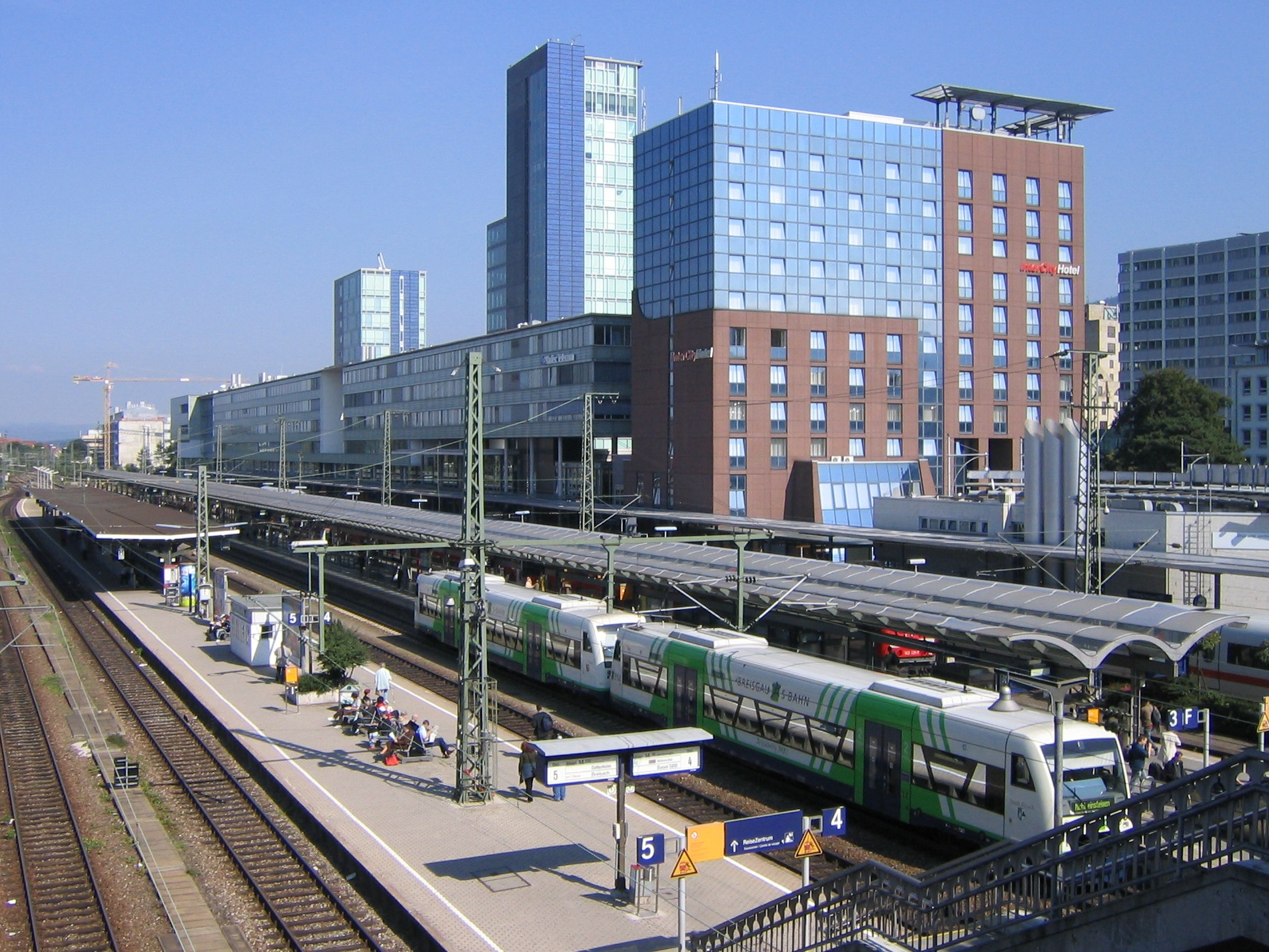
Blick auf die Gleisanlagen und den Bahnhofskomplex des Freiburger Hauptbahnhofs (September 2005)

Der Freiburger Hauptbahnhof ist ein Eisenbahnknoten in Südbaden. Er ist Ausgangspunkt der Höllentalbahn und der Bahnstrecke Freiburg–Colmar sowie wichtige Station der Bahnstrecke Mannheim–Basel. Mit der Inbetriebnahme des Abschnittes von Offenburg nach Freiburg eröffneten die Großherzoglich Badischen Staatseisenbahnen den Freiburger Hauptbahnhof am 30. Juli 1845 als Endbahnhof der Rheintalbahn. Am 1. Juni 1847 wurde diese nach Müllheim verlängert. Mit der Eröffnung der Breisacher Bahn 1871 und der Höllentalbahn 1885 wurde Freiburg zum Knoten. Mit gestiegenem Verkehrsaufkommen verlegte die Deutsche Reichsbahn die Betriebswerkstätten von der westlich gegenüber dem Empfangsgebäude befindliche Fläche nach Süden, um zwei neue Bahnsteige einzurichten. Das Bahnbetriebswerk wurde in den Süden zwischen der heutigen Trasse der Höllentalbahn und der Rheintalbahn verlegt, dabei entstand gleichzeitig ein neuer größerer Abstellbahnhof. Im Zweiten Weltkrieg wurde das Empfangsgebäude zerstört, 1949 entstand ein neues provisorisches Gebäude, das erst 1999 durch das heutige ersetzt wurde. Der Freiburger Hauptbahnhof verfügt heute über acht Bahnsteiggleise an einem Haus-, einem Außen- und drei Mittelbahnsteigen. Die Bahnsteige sind überdacht und barrierefrei zu erreichen. Im südlich des Empfangsgebäudes liegenden Bahnbetriebswerk werden bis heute die Wagen und Lokomotiven der Vorderen Höllentalbahn von DB Regio gewartet.

#### Bahnhof Freiburg-Wiehre

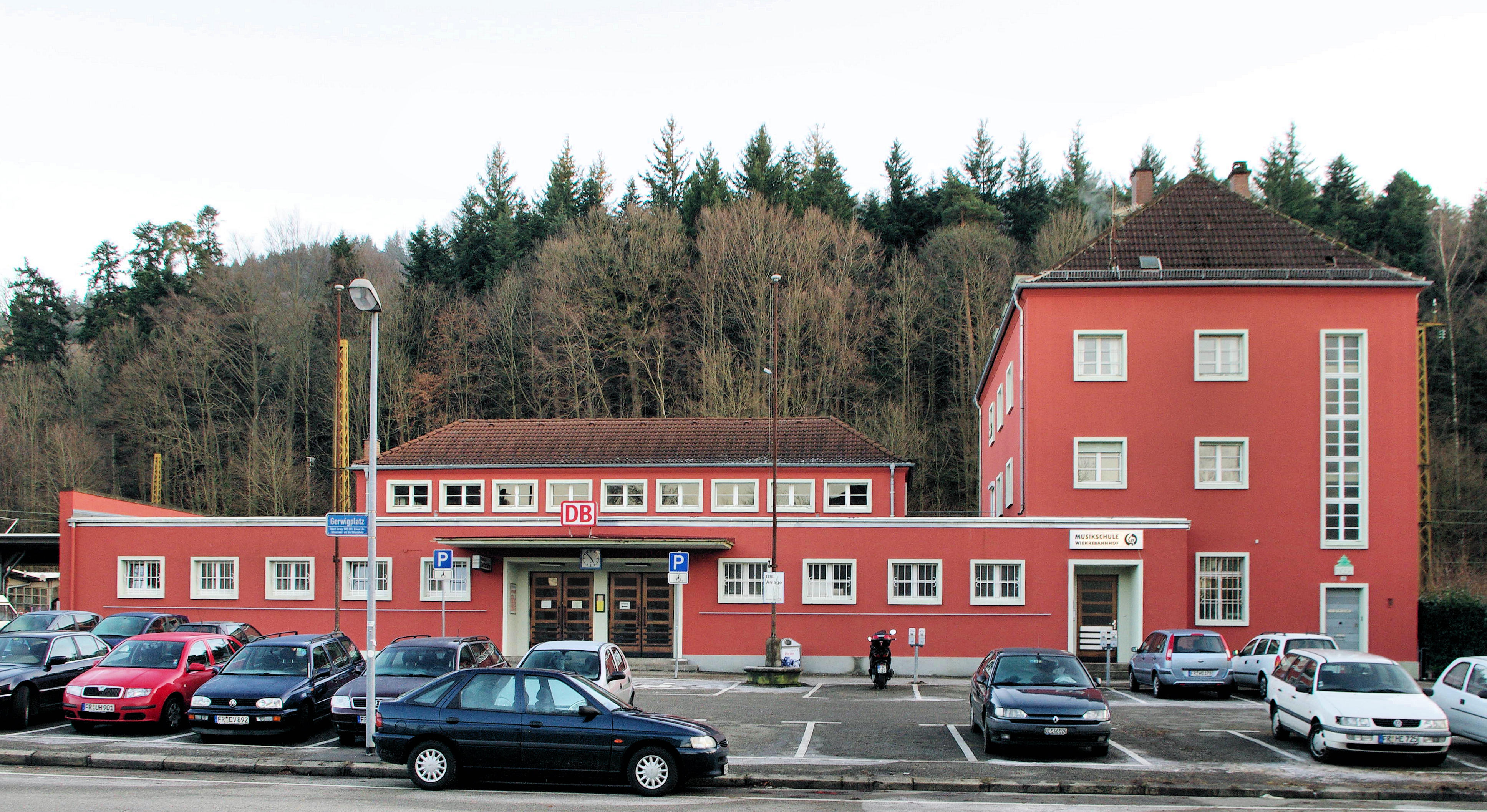
Empfangsgebäude des Bahnhofs Freiburg-Wiehre (Januar 2009)

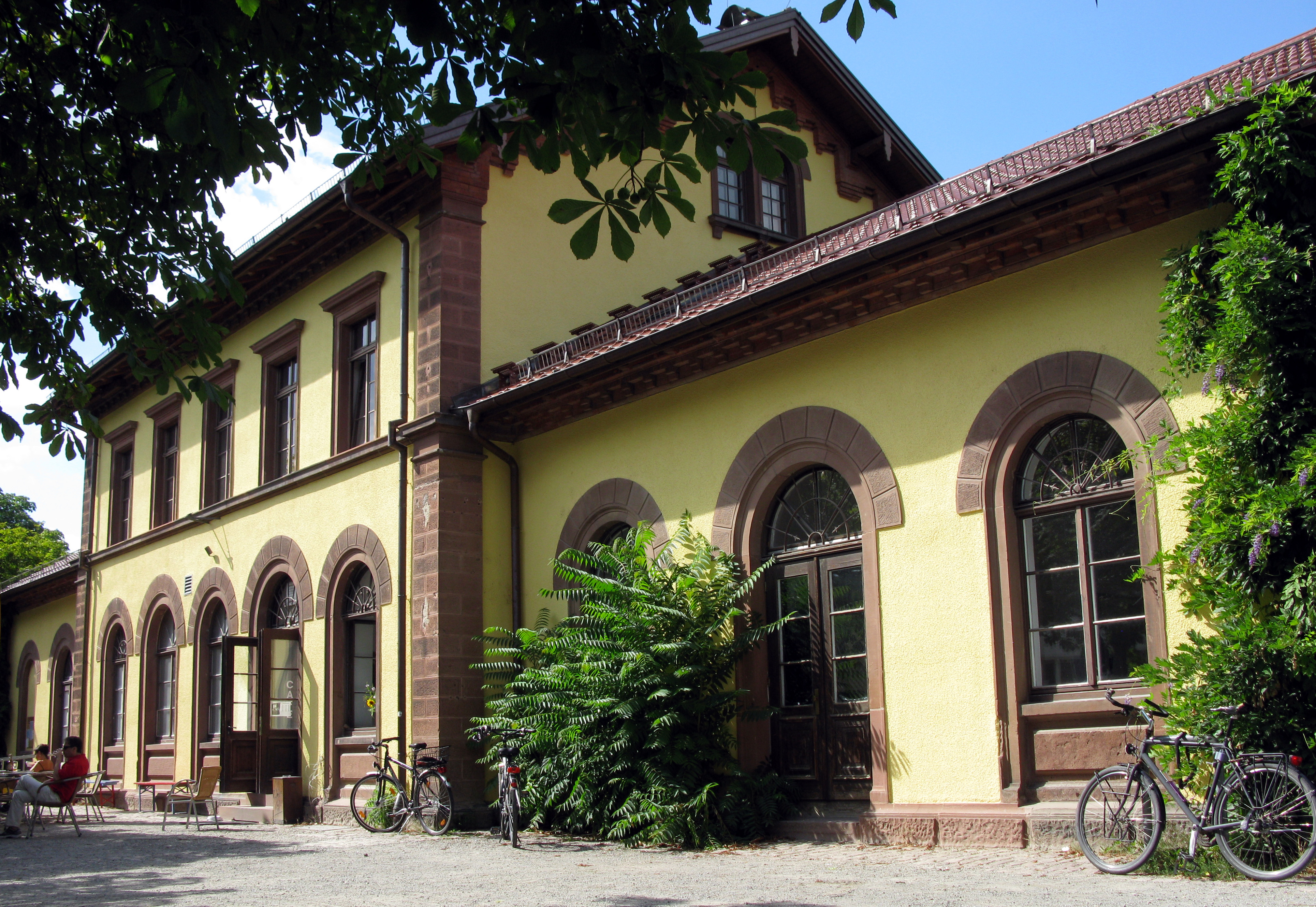
Ehemaliger Wiehrebahnhof bis zur Neutrassierung 1934 (August 2013)

Der Bahnhof Wiehre erlangte nach der Eröffnung der Höllentalbahn aufgrund der zentralen Lage in der Stadt Freiburg eine große Bedeutung. So waren östlich der Anlagen für den Personenverkehr Gleisanlagen für den Güterverkehr angeschlossen. An den Gleisen befanden sich Laderampen, Ladestraßen und ein Güterschuppen. Für den Personenverkehr waren mindestens zwei Bahnsteiggleise und ein Empfangsgebäude vorhanden. Mit der Neutrassierung der Höllentalbahn 1934 im Stadtgebiet Freiburgs wurde auch der Wiehrebahnhof verlegt. Das Bahnhofsgebäude des alten Wiehrebahnhofs in der Urachstraße ist bis heute erhalten und beherbergt das Kommunale Kino. Die ehemalige Bahntrasse zwischen dem alten Wiehrebahnhof und der Andlawstraße ist heute als Radweg Teil des FR 8. Der neue Bahnhof erhielt ein neues Gebäude mit drei Bahnsteiggleisen, die an einem Haus- und einem Mittelbahnsteig liegen. Neben dem Mittelbahnsteig waren weitere Abstellgleise für Personen- und Güterzüge vorhanden. Östlich des Bahnhofsgebäudes befand sich eine Ladestraße, eine Laderampe und ein Güterschuppen, auf denen auch Produkte für den Freiburger Marktplatz verladen wurden. In den 1990er Jahren wurden die Güteranlagen nur noch sporadisch für Holzverladungen genutzt, Ende der 1990er Jahre baute die Deutsche Bahn das Bahngelände schließlich zurück. Nachdem die Freifläche verkauft worden war, wurde sie mit Wohnhäusern bebaut. Heute verfügt der Bahnhof noch über zwei Gleise, die an zwei Bahnsteigen liegen. Das inzwischen verkaufte Empfangsgebäude ist noch vorhanden. Im Bahnhof wurde 2018 ein zentrales elektronisches Stellwerk errichtet, von dem aus vier Fahrdienstleiter für den Betrieb auf der Höllentalbahn sowie zukünftig auch auf der Breisacher Bahn und der Elztalbahn zuständig sind.

#### Bahnhof Freiburg-Littenweiler

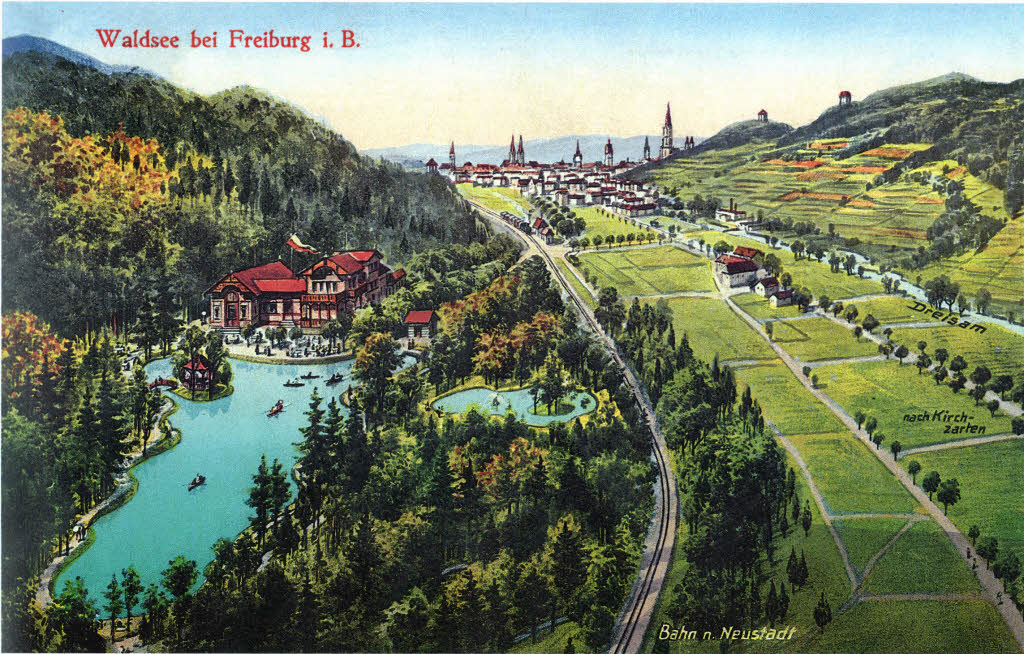
Der aufgelassene Haltepunkt Waldsee, 1905

Der Bahnhof Littenweiler verfügte über drei Bahnsteiggleise, die an einem Haus- und an einem Mittelbahnsteig lagen. Für den Güterverkehr wurden weitere Ausweich- und Stumpfgleise eingerichtet. Es war ein Güterschuppen und eine Laderampe vorhanden. 1988 ließ die Deutsche Bundesbahn den Bahnhof zum Haltepunkt zurückbauen, so dass nur noch der Hausbahnsteig und das Streckengleis übrig blieben. Die restlichen Gleisanlagen wurden spätestens in den 1990er Jahren abgebaut und das Bahnhofsgebäude inzwischen verkauft. Der Haltepunkt wurde 2018 im Zuge des Projektes Breisgau-S-Bahn 2020 als Kreuzungsbahnhof wieder ausgebaut, um zusätzliche Verstärkerzüge in der Hauptverkehrszeit zu ermöglichen. Hierfür wurde ein Außenbahnsteig gegenüber dem heutigen Hausbahnsteig eingerichtet. Im Zuge der Erweiterung des Freiburger Stadtbahnnetzes soll die Linie 1 bis zum Jahre 2028 von ihrem jetzigen Endpunkt über den Bahnhof Littenweiler zum Kappler Knoten verlängert werden.

#### Bahnhof Kirchzarten
In Kirchzarten waren nach der Eröffnung der Strecke drei Bahnsteiggleise an einem Haus- und an einem Mittelbahnsteig vorhanden. Der Bahnhof verfügte zusätzlich über Anlagen für den Güterverkehr, so waren weitere Stumpfgleise, eine Laderampe und eine Ladestraße vorhanden. Im Empfangsgebäude waren Dienst-, Warte- und Wohnräume untergebracht. Nach der Zentralisierung des Bahnhofs wurde im Empfangsgebäude das Mechanische Stellwerk untergebracht. 1988 wurde das zweite Bahnsteiggleis zurückgebaut, so dass heute nur noch Gleis 1 am Hausbahnsteig und das äußerste Gleis 2 am Mittelbahnsteig vorhanden sind. In den 1990er Jahren wurden auch die Verladeanlagen für den Güterverkehr abgebaut, 1991 ersetzte die Deutsche Bundesbahn auf der Vorderen Höllentalbahn die Formsignale durch Lichtsignale und baute das mechanische Stellwerk zum Drucktastenstellwerk um. Seitdem steuerte der Fahrdienstleiter bis 2018 auch die Stationen Freiburg-Wiehre, Freiburg-Littenweiler, Himmelreich und Hirschsprung. Das Empfangsgebäude ist noch vorhanden.

### Kunstbauten

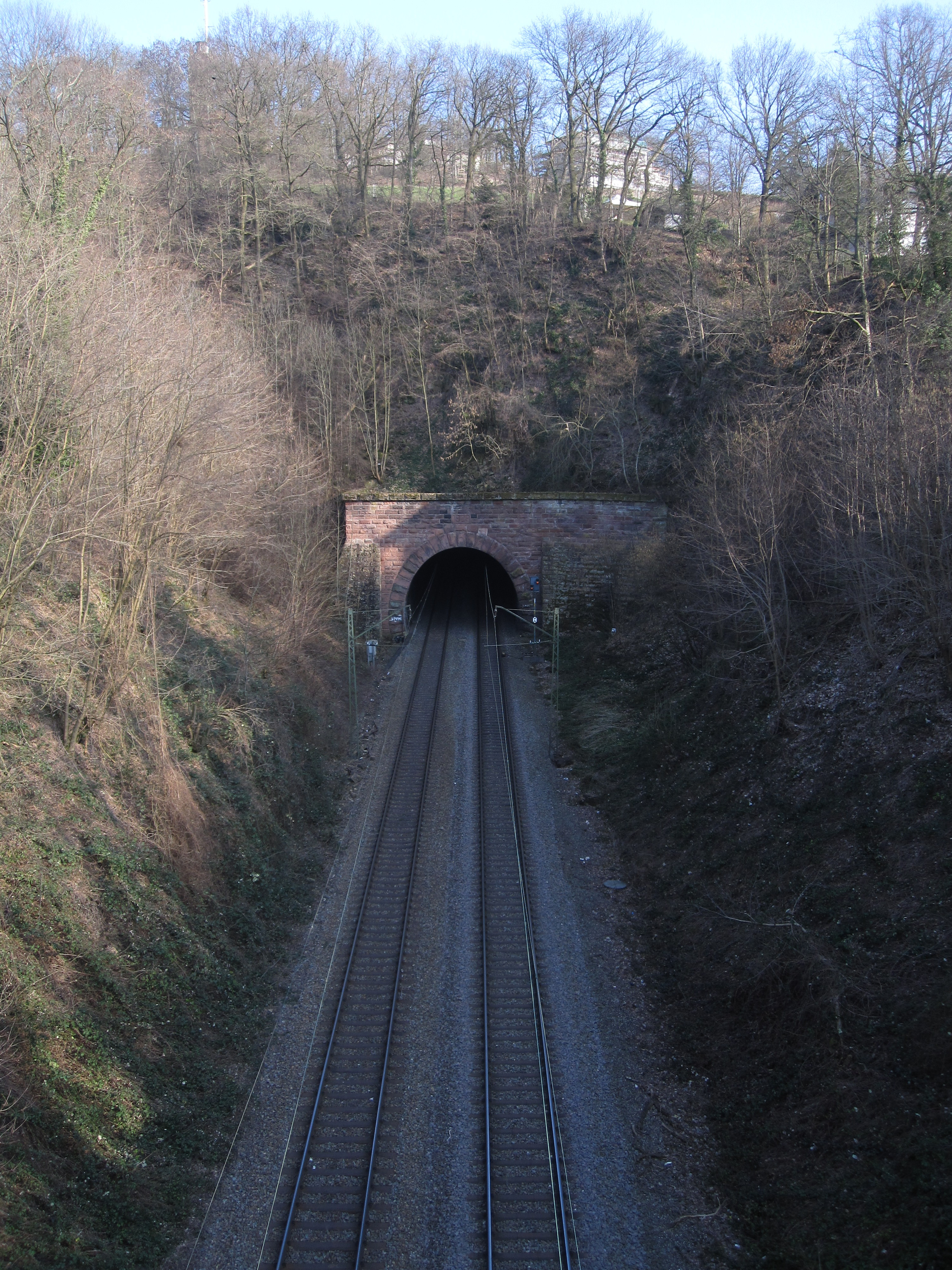
Tunnelportal des 1934 erbauten Lorettoberg-Tunnels (März 2012)

Auf der Höllentalbahn liegen insgesamt 15 Tunnelbauwerke, darunter neun auf dem Streckenabschnitt von Freiburg nach Neustadt und sechs auf der Hinteren Höllentalbahn. Der längste ist der 535 Meter lange Dögginger Tunnel, der die Europäische Wasserscheide zwischen dem Schwarzen Meer und der Nordsee unterquert. Alle Tunnelbauwerke auf der Hinteren Höllentalbahn entstanden mit dem Bau der Strecke. Der 514 Meter lange Sternenwald-Tunnel und der 302 Meter lange Loretto-Tunnel auf der Vorderen Höllentalbahn wurden erst nachträglich bei Neutrassierung der Strecke zwischen Freiburg Hauptbahnhof und Freiburg-Wiehre 1934 erbaut. Der Untere Hirschsprungtunnel war ursprünglich 121 Meter lang, nach dem Zweiten Weltkrieg wurde er um sieben Meter verkürzt. Mit dem Neubau des Ravennaviaduktes 1927 konnte der Ravenna-Tunnel von 85 Metern auf 47 Meter verkürzt werden.

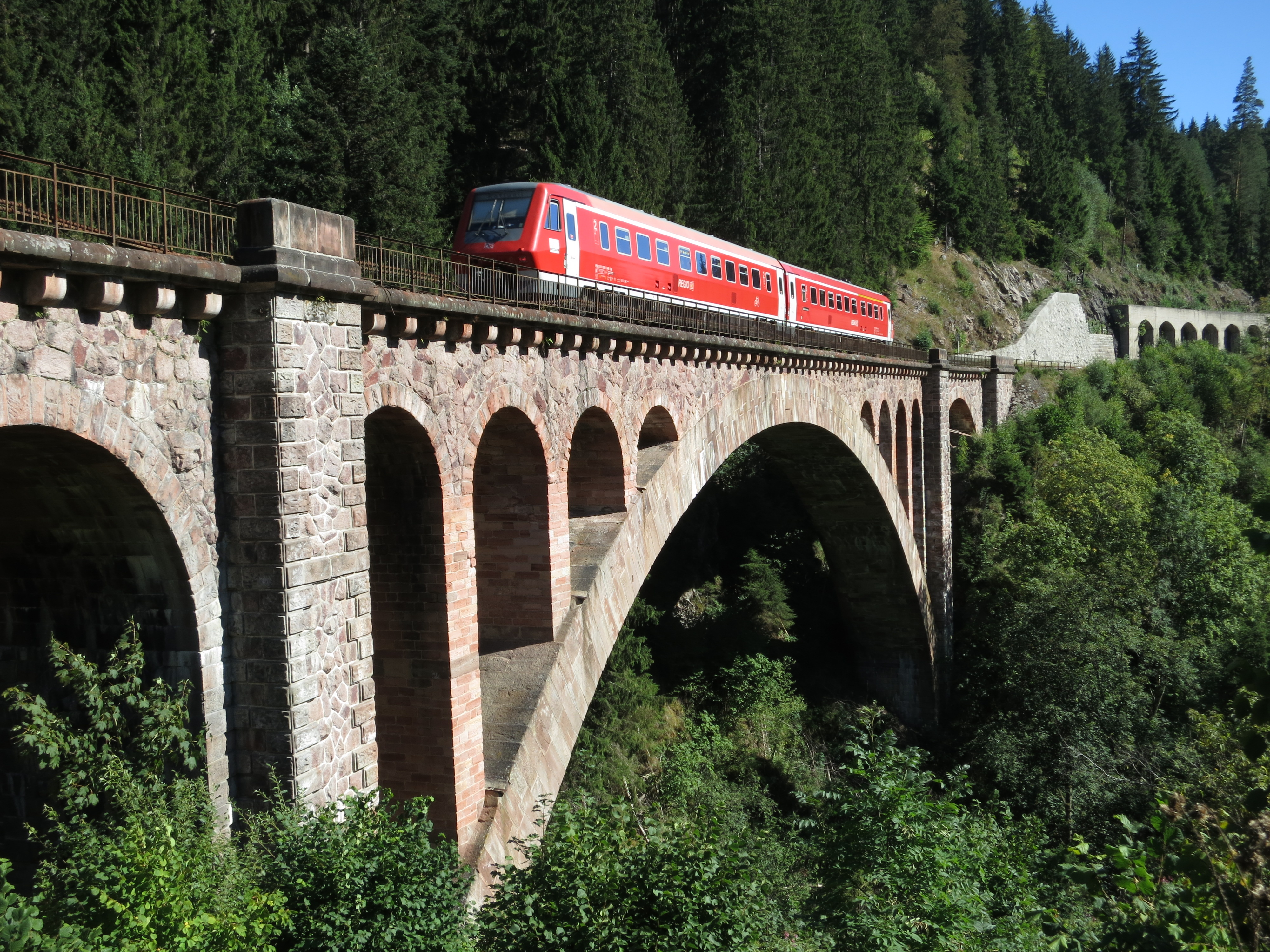
Steinbogenbrücke über die Gutach (September 2013)

Die Trasse der Höllentalbahn verläuft über mehrere kleine Brückenbauwerke und über fünf größere Viadukte. Das bekannteste Viadukt, die Ravennabrücke, befindet sich auf der Vorderen Höllentalbahn. Vier kleinere Viadukte liegen auf der Hinteren Höllentalbahn. Die Ravennabrücke überquert die Ravennaschlucht, die in das obere Höllental mündet. Das erste 1885 errichtete Viadukt war eine Brücke mit drei gemauerten Sandsteinpfeilern und einem Stahlfachwerkoberbau. Sie verlief in einem leichten Bogen mit einer Steigung von 1:20. Da die Achslast mit 16 Tonnen wegen gestiegenen Anforderungen im Zugverkehr zu gering war, nahm die Deutsche Reichsbahn 1926 eine neue begradigte Brücke in Betrieb. Die 224 Meter lange Brücke ist als Steinviadukt mit neun Bögen ausgeführt und überwindet eine Steigung von 12 Metern. Im Zweiten Weltkrieg wurde das Viadukt von abziehenden deutschen Truppen zerstört, die Brücke wurde nach dem Krieg 1947 wiederaufgebaut.
Kurz nach dem aufgelassenen Bahnhof Kappel Gutachbrücke befindet sich die Gutachtalbrücke, die heute die Landesstraße 156 und die Gutach überspannt. Das Viadukt ist 141 Meter lang und 35 Meter hoch, mit einer Spannweite des größten Bogens von 64 Metern war die Brücke nach der Inbetriebnahme die größte Steinbogenbrücke in Deutschland. Als Baumaterial für das Brückenbauwerk diente Sandstein. Die Schwendeholzdobelbrücke überspannt den gleichnamigen Dobel und besteht ebenfalls aus Sandstein. Die Brücke ist 119 Meter lang und 40 Meter hoch. Die Gauchachtalbrücke überquert den gleichnamigen Fluss. Die beiden Brückenköpfe sind aus Sandstein, das eigentliche 112 Meter lange Brückenbauwerk ist aus Stahl. Die Mauchachtalbrücke überquert das gleichnamige Tal und ist eine 150 Meter lange und 30 Meter hohe Steinbogenbrücke. Das Viadukt besteht aus sieben Steinbögen, die aus Sandstein gebaut sind.
An der Ravennabrücke brütet seit 2014 die Felsenschwalbe, seit 2015 auch an der Gutachtalbrücke.

## Betrieb

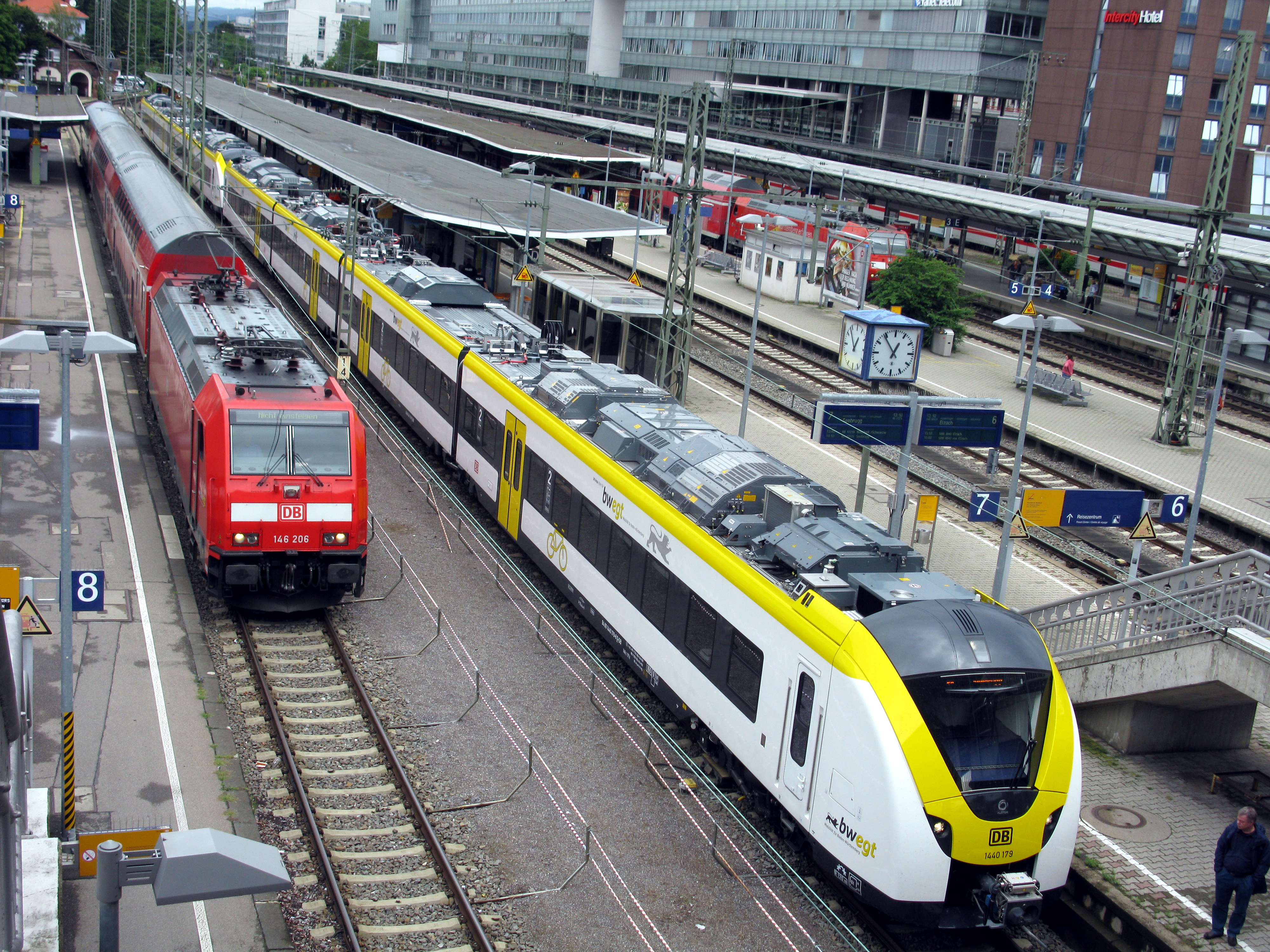
Alstom Coradia Continental und ein Doppelstockzug (rot) im Hauptbahnhof Freiburg

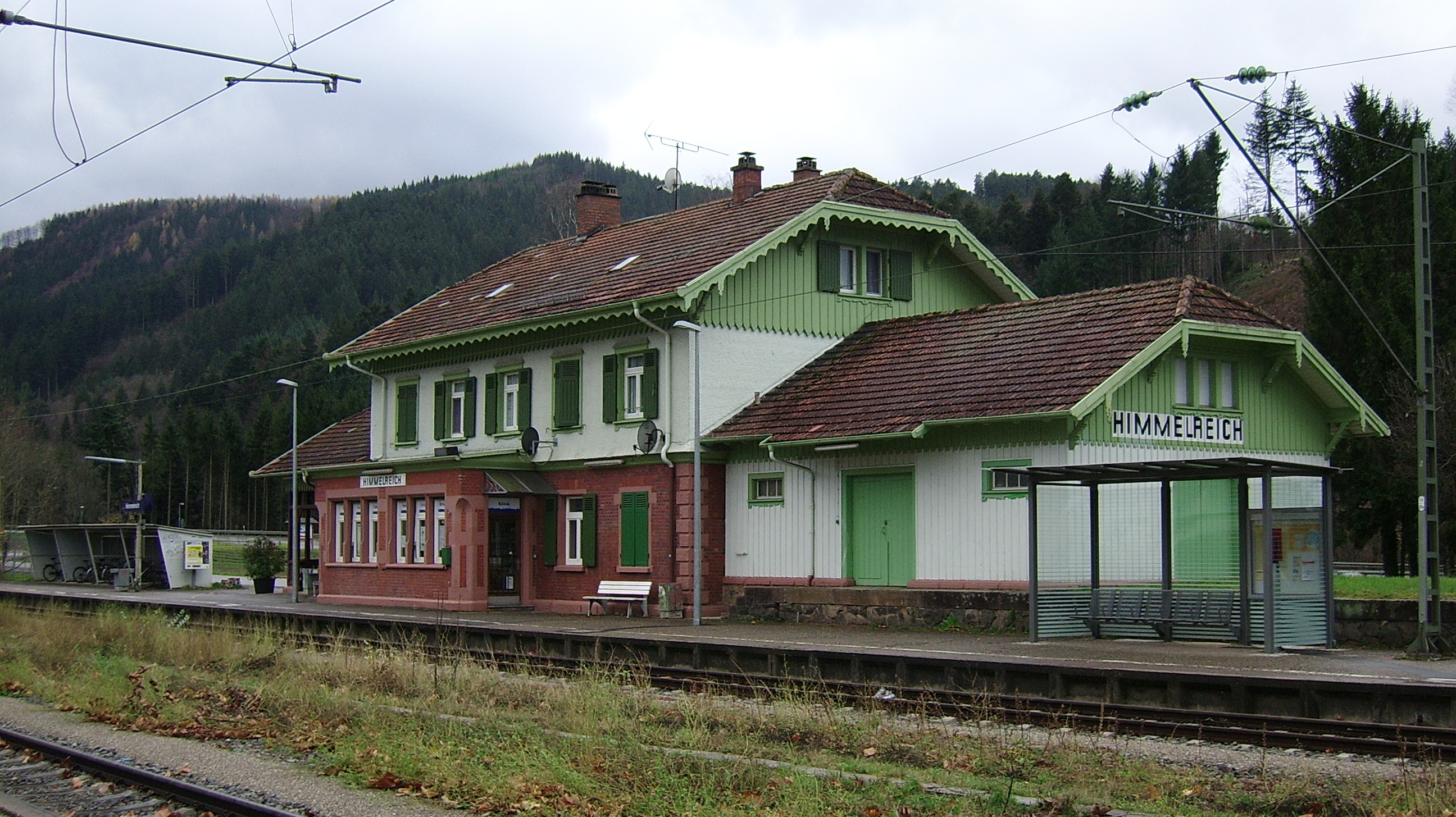
Bahnhof Himmelreich am Rande Buchenbachs auf Kirchzartener Gemarkung

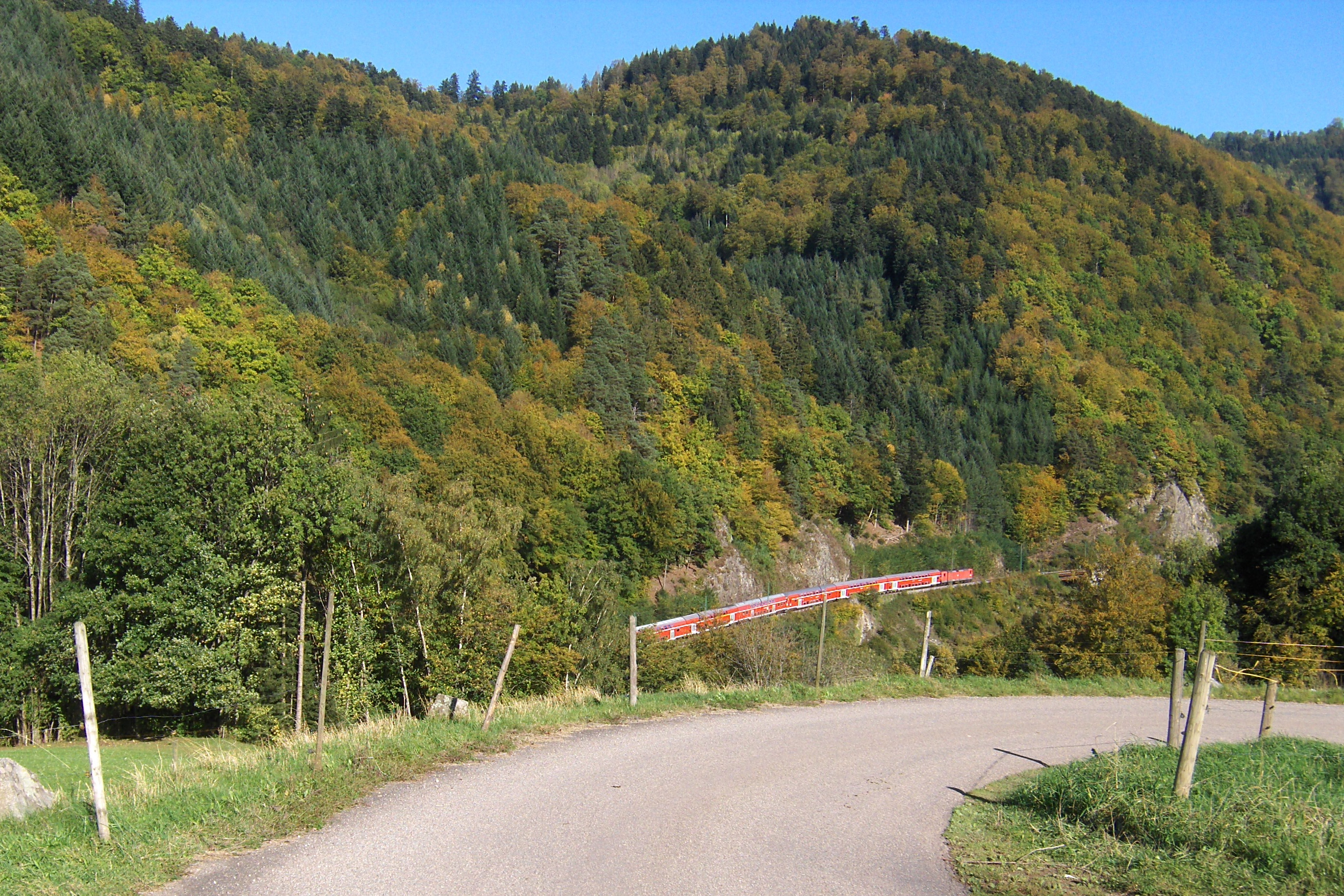
Beginn des Höllentals bei Falkensteig

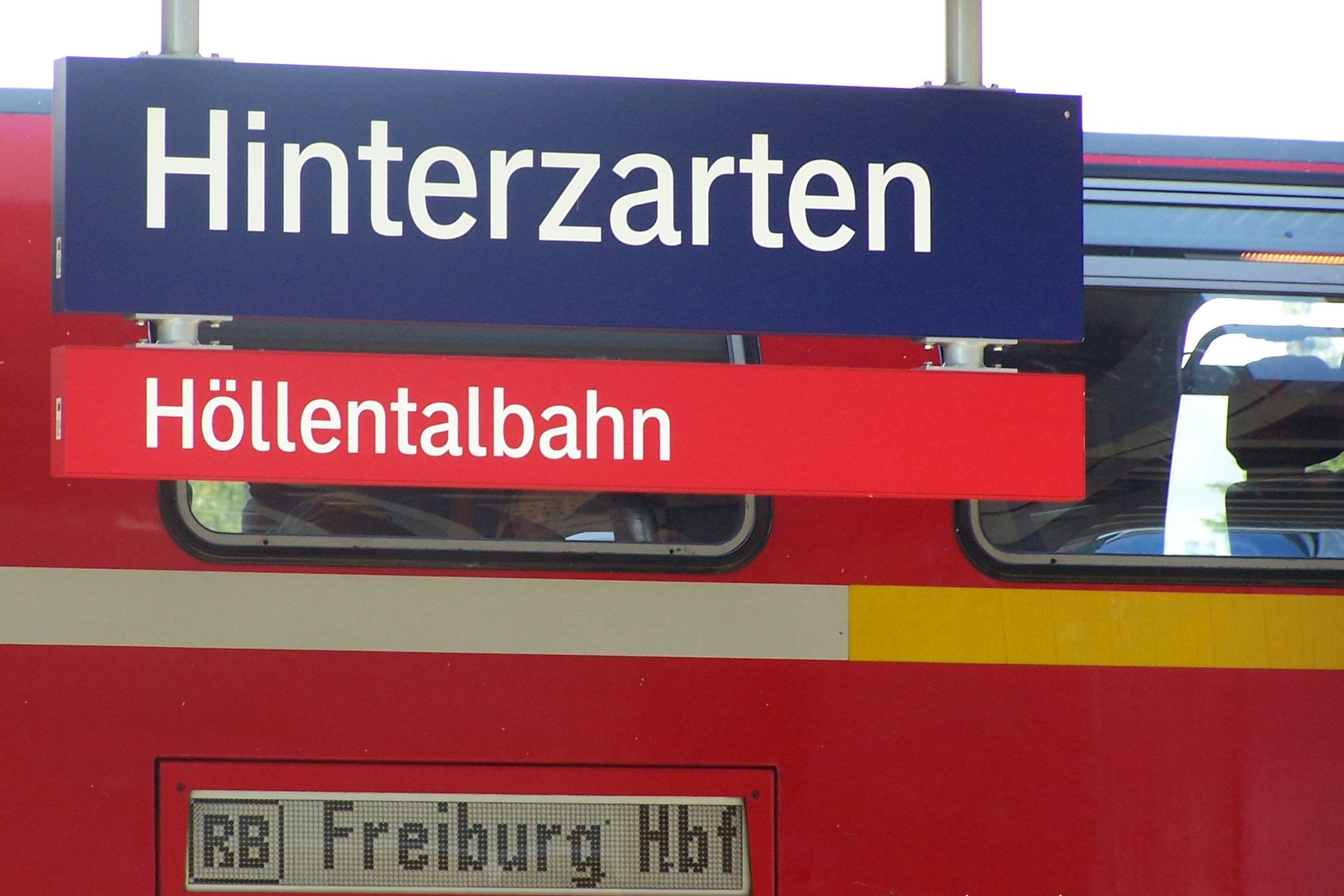
Stationsschild des Bahnhofs Hinterzarten

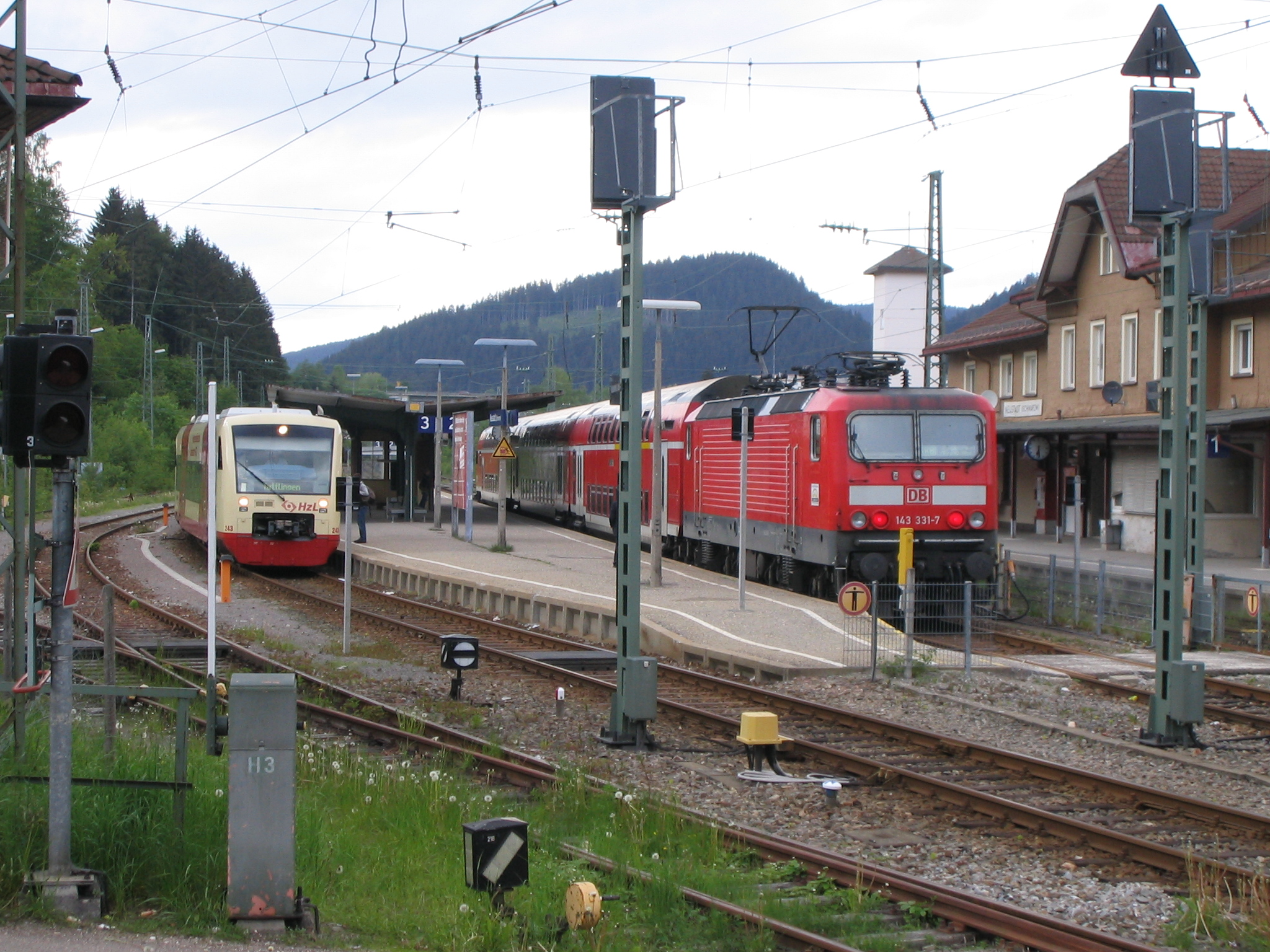
Bahnhof Neustadt (Schwarzwald) (2006)

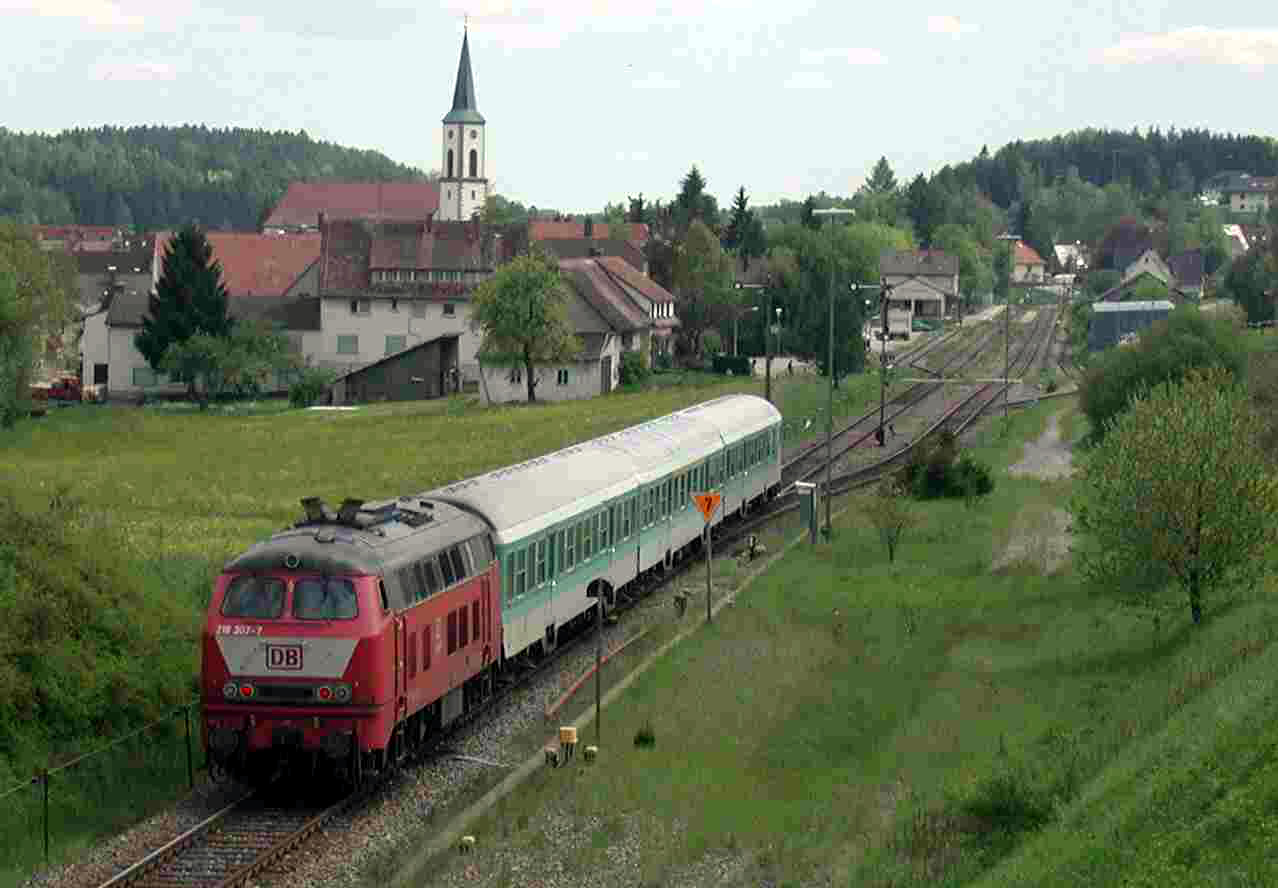
Regional-Express aus Ulm in Löffingen (2002)

### Personenverkehr
Auf der Höllentalbahn wurden im Jahr 2011 täglich 16.000 Fahrgäste befördert. Touristen aus mehr als 120 Urlaubsorten im Schwarzwald können mit der Konus-Gästekarte die Strecke kostenlos benutzen.
Die Höllentalbahn wird von DB Netz (Regionalnetz Südbaden) betrieben und auf der Gesamtstrecke stündlich von der S10 der DB Regio AG im Stundentakt bedient, die über Donaueschingen hinaus über die Schwarzwaldbahn von/nach Villingen durchgebunden ist. Der Stundentakt wird im Abschnitt Freiburg – Neustadt durch die S1/S11 zum Halbstundentakt (werktags) bzw. zum 20-Minuten-Takt (sonn- und feiertags) verdichtet, wobei die S1 (von Freiburg aus) ab Titisee über die Dreiseenbahn nach Seebrugg verkehrt. In der HVZ gibt es zusätzliche Züge der DB Regio im Abschnitt Freiburg Hbf – Kirchzarten (– Himmelreich).
Besteller der Zugleistungen ist die Nahverkehrsgesellschaft Baden-Württemberg (NVBW). Die Strecke ist von Freiburg bis Unadingen in den Regio-Verkehrsverbund Freiburg (RVF) sowie von Döggingen bis Donaueschingen in den Verkehrsverbund Schwarzwald-Baar-Heuberg integriert.
Seit 2009 fahren in den Sommermonaten Juli – September sowie erstmals auch im Winter 2012/13 an einzelnen Wochenenden Dampfsonderzüge der IG 3-Seenbahn auf der Strecke zwischen Titisee und Löffingen sowie auf der anschließenden Dreiseenbahn.

### Güterverkehr
Auf der Höllentalbahn wird nur noch die Papierfabrik in Neustadt von der Schiene aus bedient. Der Güterzug auf dem Abschnitt zwischen Neustadt und Donaueschingen verkehrt mehrmals pro Woche nach Bedarf und kreuzt die Personenzüge in Löffingen.

### Fahrzeuge

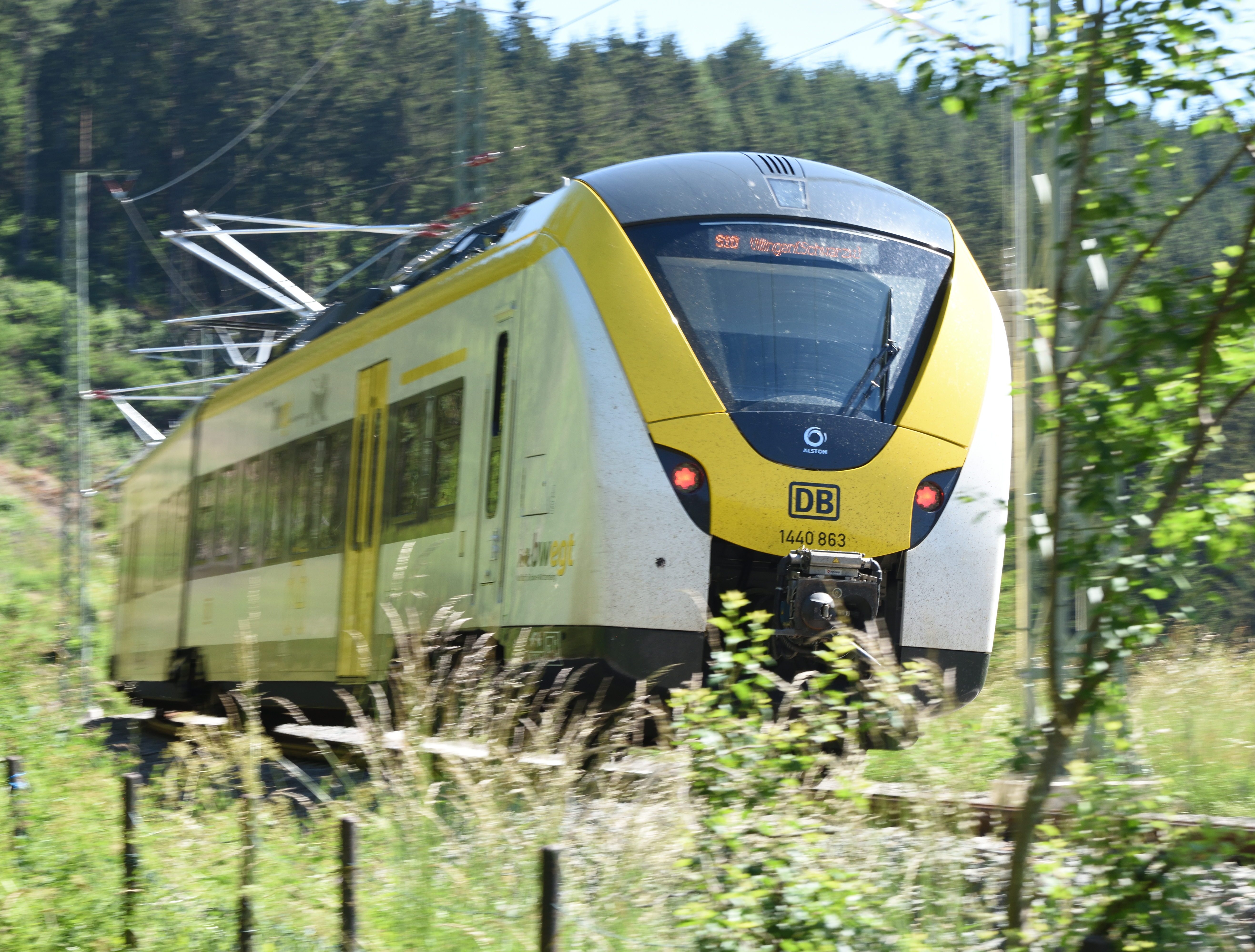
Alstom Coradia Continental oberhalb der Rötenbachschlucht

Die gesamte Strecke wird seit Dezember 2019 von Alstom-Coradia-Continental-Triebwagen in baden-württembergischen Landesfarben in Doppeltraktion befahren. Übergangsweise übernahmen die ersten Triebzüge schon Ende Juli 2019 einzelne Leistungen.
Davor wurde sie mit Doppelstock-Wendezügen bedient, die mit Lokomotiven der Baureihe 143, an Wochenenden und Feiertagen auch mit der Baureihe 146 bespannt waren. Werktags bestanden die Züge zumeist aus drei, am Wochenende aus bis zu sechs Doppelstockwagen. Im Feierabendverkehr wurde in Freiburg noch ein zusätzlicher Doppelstockwagen und eine zweite Lokomotive der Baureihe 143 an die Stammgarnitur hinten angekuppelt. Vereinzelt war auch ein zusätzlicher n-Wagen eingereiht, auch diese Züge wurden mit einer zusätzlichen Lokomotive der Baureihe 143 gefahren. An Sonn- und Feiertagen wurde an drei Zugpaaren ein Fahrradwagen mit Platz für 62 Fahrräder verwendet. Dieser war ein Einzelstück.
Aufgrund der Steilstrecke musste ab vier Doppelstockwagen eine zweite 143 eingesetzt werden. Eine 146 konnte maximal fünf Wagen befördern. Die eingesetzten Doppelstockwagen kamen teilweise aus DR-Beständen von der S-Bahn Leipzig.
Zum Fahrplanwechsel am 10. Dezember 2016 endete der Einsatz der Baureihe 143 auf der Höllentalbahn. Damals wurde die komplette Traktion auf die Baureihe 146 umgestellt und die letzten beiden Reservelokomotiven der Baureihe 143 verließen Freiburg im Februar 2017. Damit entfiel die Kupplung zweier Stammgarnituren in den Stoßzeiten, da die Drehstromlokomotive fünf Doppelstockwagen auf der Steilstrecke ziehen konnte.
Für die Dampfsonderzüge auf dem Abschnitt Neustadt–Löffingen wurde eine Lokomotive der Baureihe 52 mit einem Eilzugwagen und mehreren Donnerbüchsen eingesetzt. Inzwischen beschränkt sich der Museumsverkehr der IG 3-Seenbahn nur noch auf die Strecke Titisee–Seebrugg. Die Fahrten nach Löffingen werden nicht mehr angeboten.
Auf dem Abschnitt Neustadt–Donaueschingen fuhren bis zur Elektrifizierung Dieseltriebwagen der Baureihe 611 sowie einzelne Umläufe mit Triebzügen der Baureihe 628 beziehungsweise Lokomotiven der Baureihe 218 und n-Wagen. Im Güterverkehr werden auf diesem Abschnitt Lokomotiven der Baureihe 294 eingesetzt.

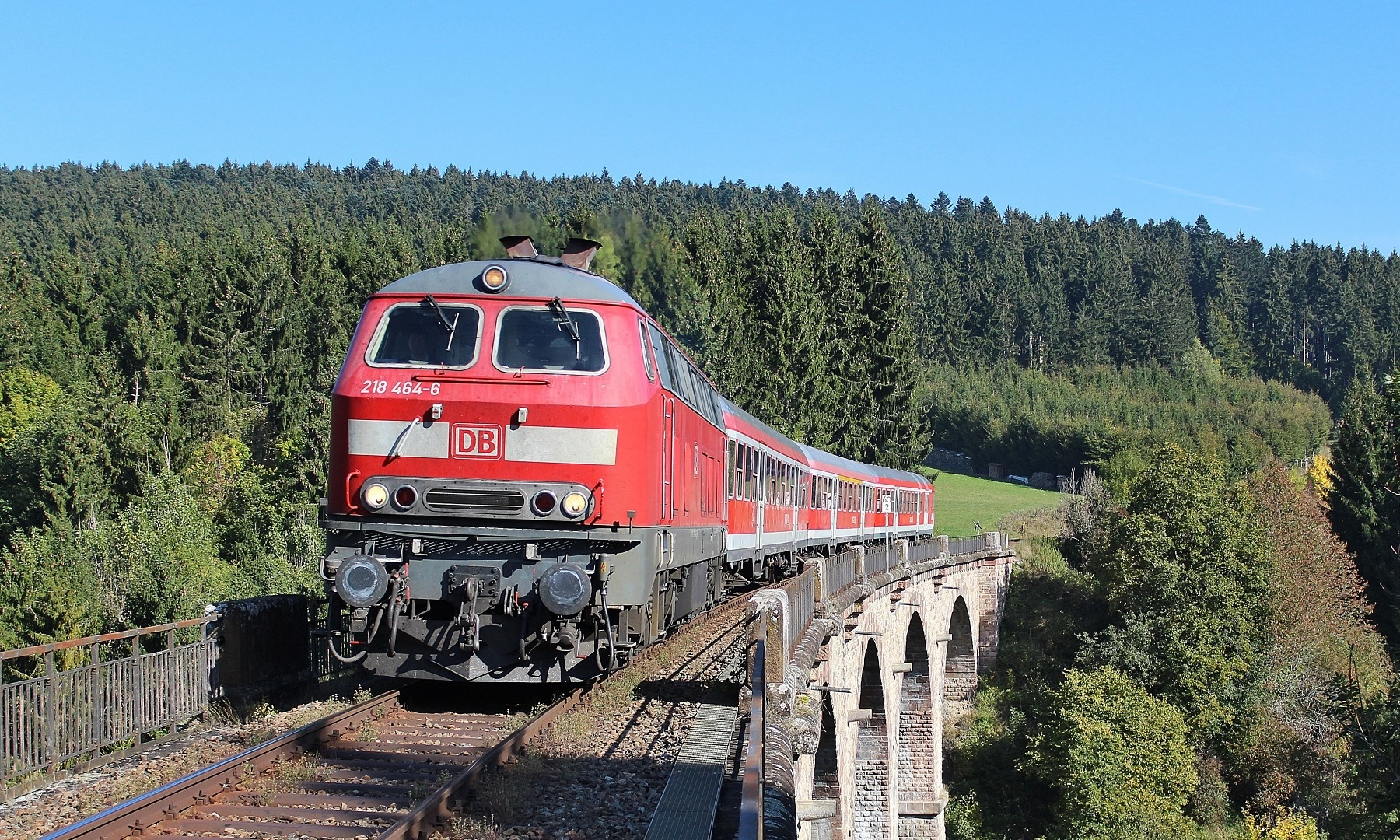
Bei Döggingen (Oktober 2016)

In der Vergangenheit wurden die Zugleistungen nach der Elektrifizierung durch die Baureihe E 44W (später Baureihe 145), übernommen. Diese wiederum wurden durch die E 40.11 (später Baureihe 139) abgelöst. Ab 1995 übernahm die Baureihe 143 alle Leistungen auf der Höllentalbahn. Nachdem das BW Freiburg im Jahr 2006 neue Lokomotiven der Baureihe 146 zugeteilt bekommen hatte, wurden diese auch auf der Höllentalbahn eingesetzt.
Zeitweise kamen auch Lokomotiven der Baureihe 218 (mit dem Kleber-Express) und der Baureihe 101 (mit dem Interregio Höllental) zum Einsatz.
Seit dem 25. Oktober 2019 ist auch der Abschnitt Neustadt–Donaueschingen unter Spannung.
Seit Ende 2019 dürfen zwischen Neustadt (Schwarzwald) und Donaueschingen keine Fahrzeuge mit nach außen öffnenden Türen oder weit öffnenden Fenstern eingesetzt werden.

#### Fahrzeugbedingte Störungen
Die Radsätze der auf der Strecke eingesetzten Baureihe halten deutlich kürzer als zunächst geplant. Während auf anderen Strecken Wechsel erst nach über eine Million Fahrkilometern nötig werden, sind es auf der Höllentalbahn nur etwa 600 000 Kilometer. Die Deutsche Bahn vermutet die außergewöhnliche Belastung durch die Strecke als Grund. Der Ausfall von mehr Fahrzeugen aufgrund von Reparatur führt immer wieder zu Kapazitätseinschränkungen, Zugausfällen und dazu, dass das als Breisgau-S-Bahn geplante Fahrplankonzept nicht umgesetzt werden kann.

### Witterungsbedingte Störungen
Aufgrund der Streckenführung durch Waldgebiete in den Höhenlagen des Schwarzwaldes kann es nach Stürmen zur Betriebseinstellung kommen. Im Bereich des Höllentals kam es in der Vergangenheit zudem wiederholt zu Sperrungen aufgrund von Felsstürzen oder drohenden Felsstürzen.
Im Januar 2018 war die Strecke nach dem Sturmtief Burglind zwischen Freiburg und Neustadt für zehn Tage gesperrt, zwischen Neustadt und Löffingen aufgrund unzähliger umgestürzter Bäume in schwer zugänglichen Bereichen sogar für 21 Tage.
Der Orkan Sabine führte am 10. Februar 2020 zu umfangreichen Schäden auf der Strecke durch umgestürzte Bäume, wodurch der Zugbetrieb eingestellt werden musste. Seit 20. Februar 2020 ist die Strecke zwischen Neustadt und Donaueschingen wieder befahrbar und seit 23. Februar 2020 der Abschnitt zwischen Neustadt und Himmelreich. Bis dahin gab es einen Busersatzverkehr.
Am 14. März 2022 mussten die Strecke sowie die parallel durch das Höllental führende Bundesstraße 31 aufgrund eines drohenden Felssturzes mehrere Tage gesperrt werden.
Im Oktober 2024 wurde die Strecke zwischen Himmelreich und Hinterzarten erneut für mehr als zwei Wochen gesperrt, da ein geschätzt 250 Tonnen schweres Felsgebilde bei Falkensteig gesichert werden musste. Außerdem wurde in dieser Zeit ein 15 bis 18 Tonnen schwerer Felsen gesprengt, der auf die Strecke zu stürzen drohte und nur noch von einer umgestürzten Douglasie gehalten worden war.